# Cavalerie

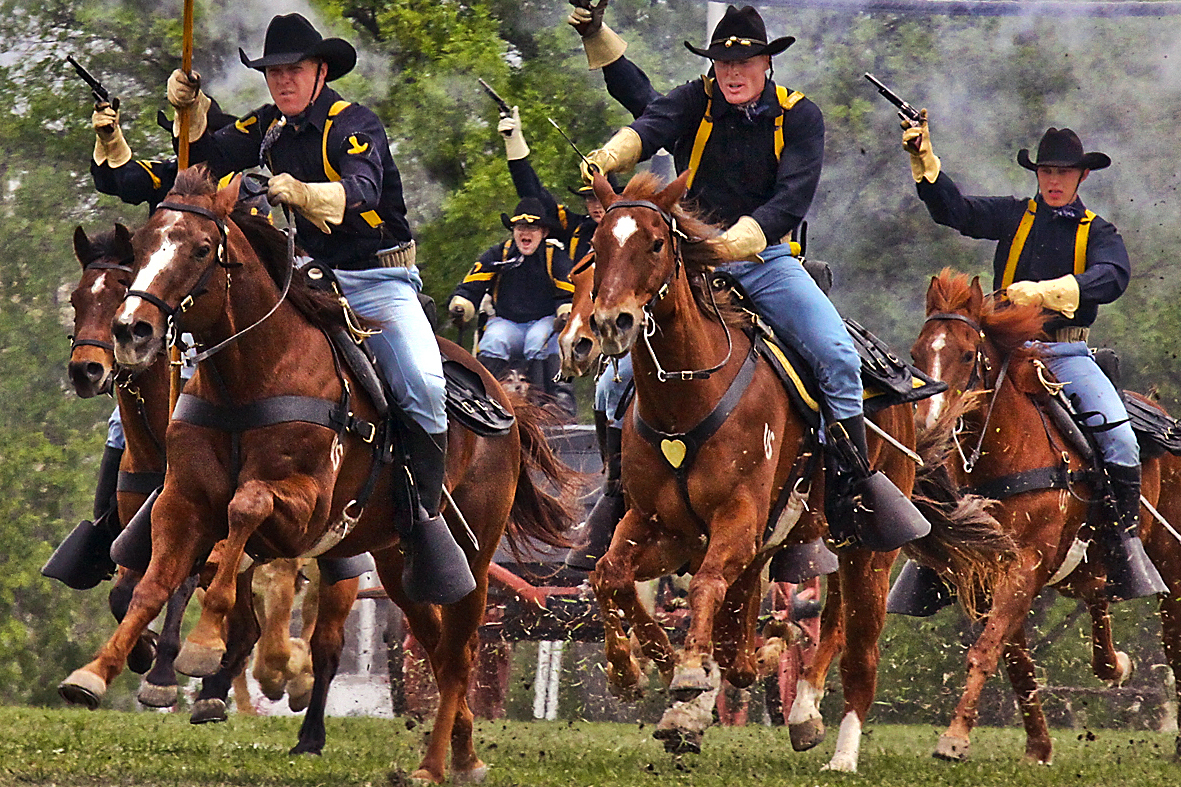
Charge van de 1st Cavalry Division

Cavalerie, ruiterij of ruitervolk/paardenvolk is van oudsher de naam voor de militaire eenheid die zich te paard voortbewoog en te paard vocht. Dit in tegenstelling tot de infanterie die te voet vecht en zich te voet verplaatst. De dragonder is een tussenvorm (vecht te voet, verplaatst zich te paard).
Het begrip cavalerie staat binnen de krijgsmacht tegenwoordig voor eenheden met gepantserde voertuigen met een beweeglijke koepel, dit in tegenstelling tot de gepantserde artillerie. Er wordt onderscheid gemaakt naar zware cavalerie, lichte cavalerie en gepantserde cavalerie. Voor gewapende eenheden op een kameel bestaat in het Nederlands geen speciale cavalerieterm; deze worden net als burgers op een kameel aangeduid als kameelruiters. Voor meer uitleg over de zware cavalerie en de kameelruiters kunt u terecht bij katafrakten.

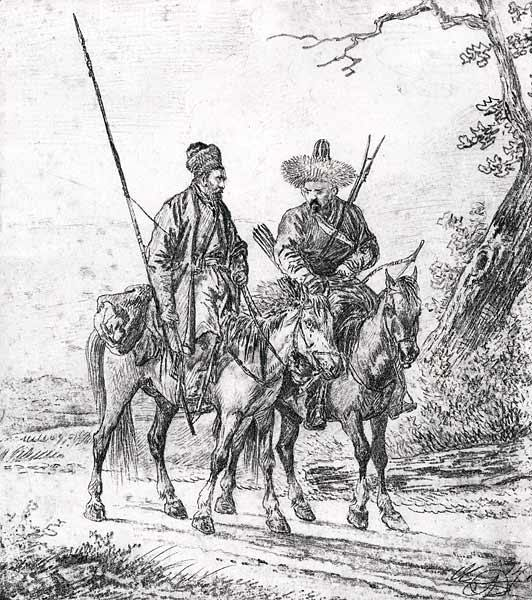
Basjkieren
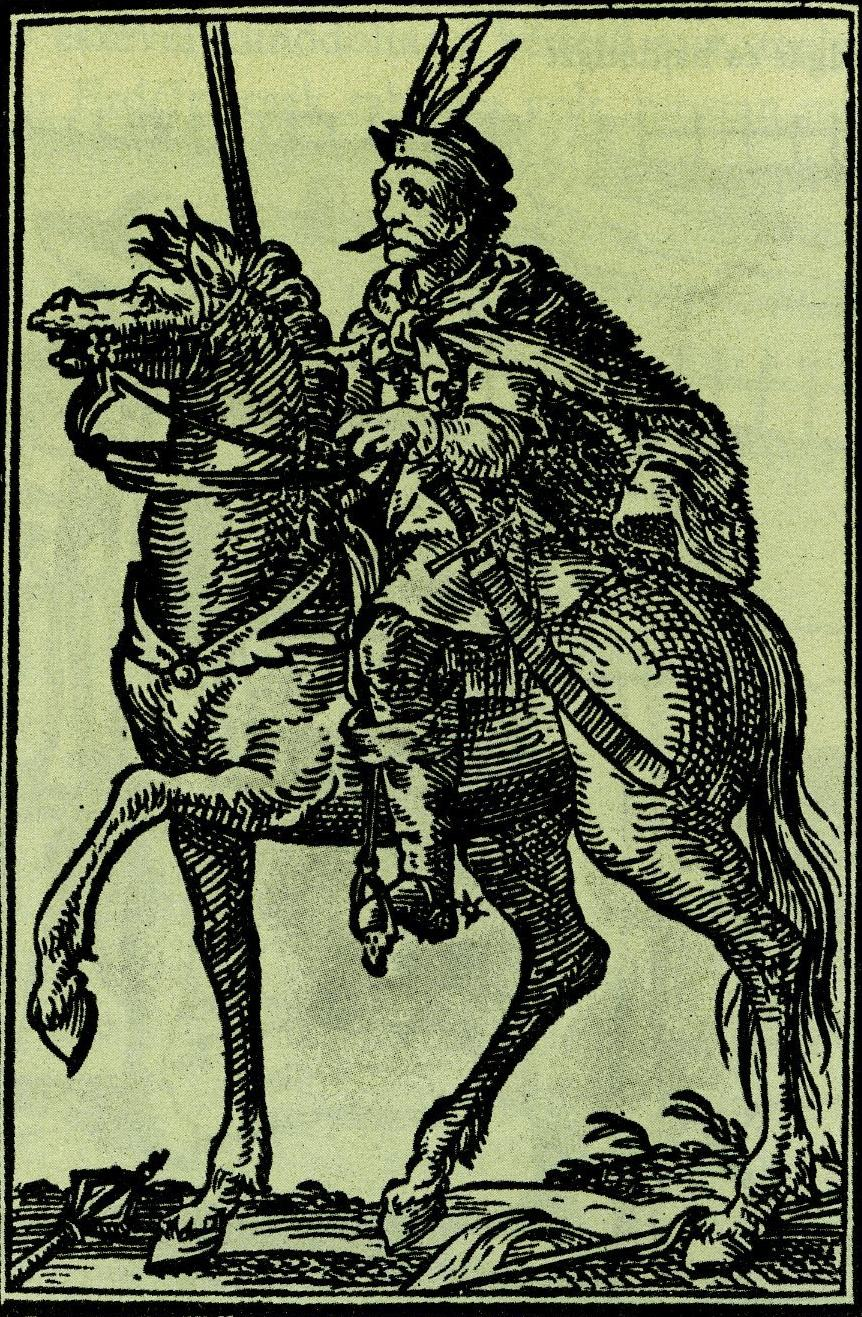
Hajdú-krijger te paard
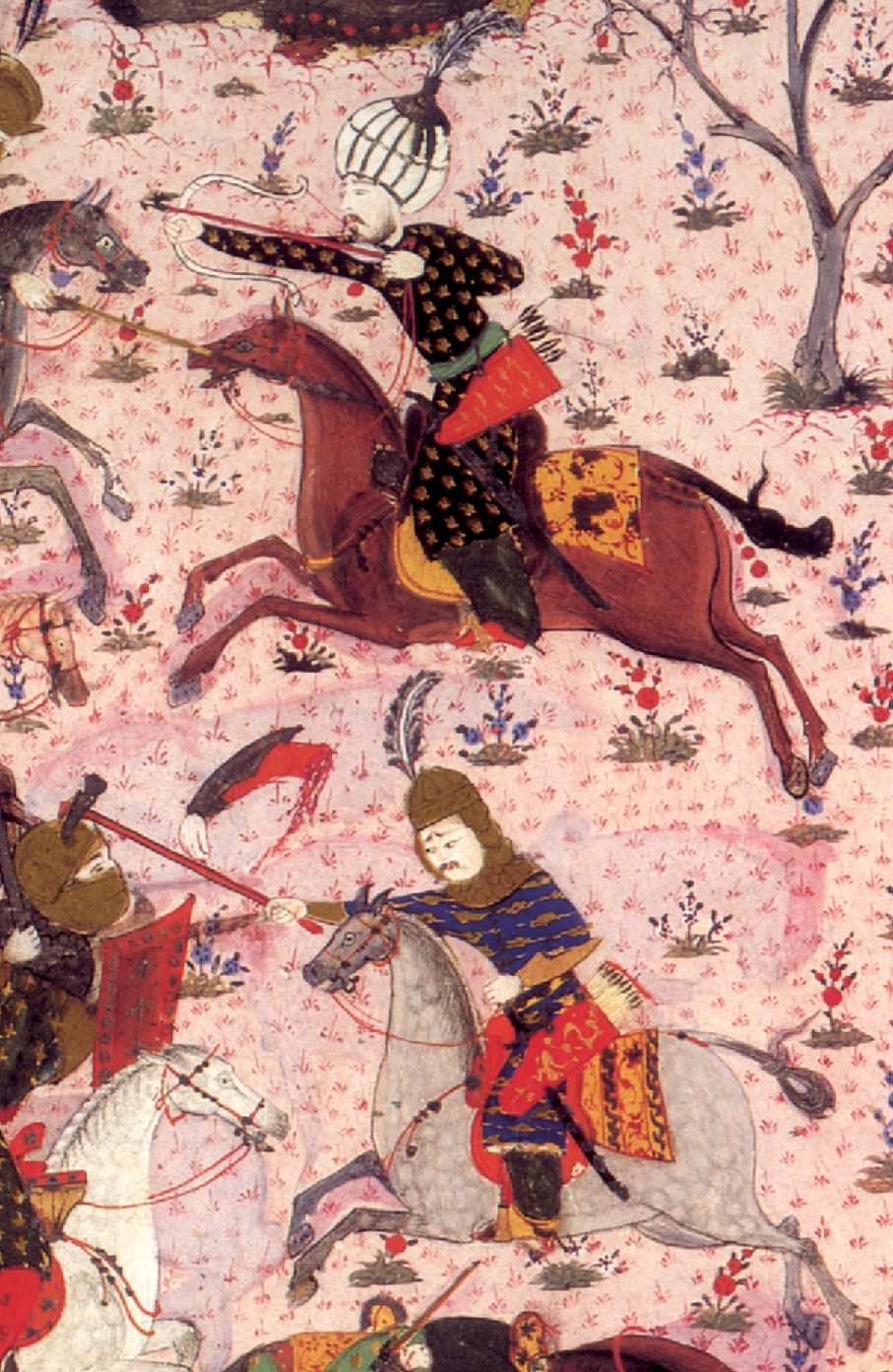
Strijd bij Mohács, 1526

## Geschiedenis
Het paard werd waarschijnlijk voor het eerst rond 4500-4000 v.Chr. in de steppen van Oekraïne getemd en bereikte Egypte pas in de 13e dynastie (ca. 1743 - na 1640 v. Chr.) bij de inval van de Hyksos. In eerste instantie werd het vooral als trek- en lastdier gebruikt en militair vooral voor de strijdwagen gespannen. In de tijd van de brandcatastrofe kwam daar een einde aan doordat de infanterie in staat bleek de strijdwagens met zwaarden te overmeesteren.

### Oudheid

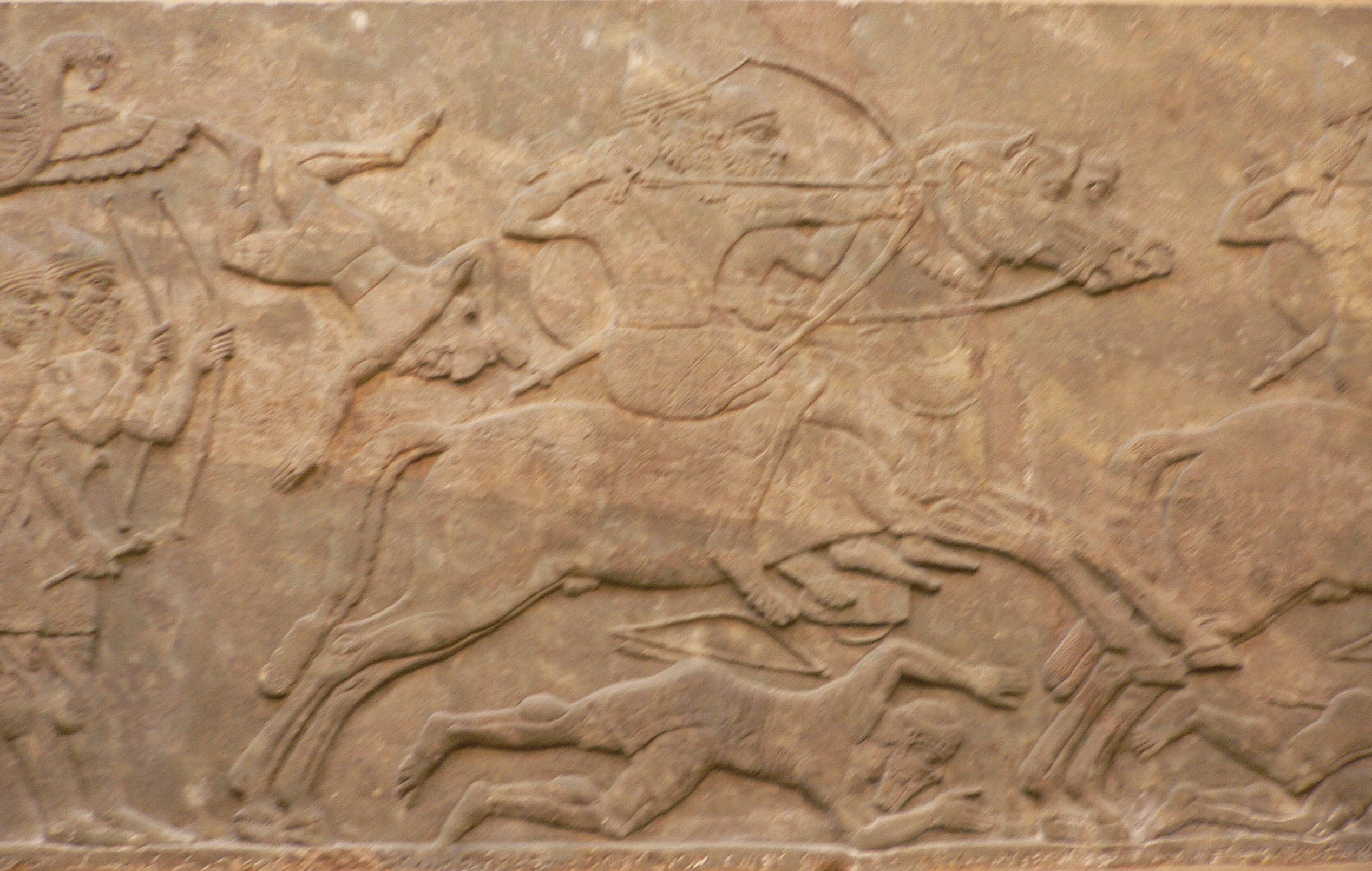
Assyrische cavalerie

Het gebruik van militairen die te paard vechten gaat heel ver terug in de geschiedenis. Reeds de Oude Egyptenaren, Assyriërs en Meden kenden een militaire ruiterij.
Het berijden van paarden is lang een moeizame zaak geweest. Zo is bekend van koning Cambyses van Perzië dat hij zich dodelijk aan zijn eigen wapens verwondde bij het bestijgen van zijn paard. Dat was zonder stijgbeugel dan ook een moeizame onderneming. De oudste afbeelding van stijgbeugels komt uit het eind van de 2e eeuw v.Chr. uit India en deze uitvinding is via China pas in ongeveer de 8e eeuw na Christus ook in West-Europa ingevoerd. Uit het oude Griekenland zijn afbeeldingen bekend van ruitersoldaten zonder stijgbeugels.
Koning Philippus II van Macedonië had een sterke ruiterij die zowel belangrijk was bij gevechten, als in zijn functie om verkenningsopdrachten uit te voeren. De elite-cavalerie stond ook bekend als de hetairoi. Door de combinatie van infanterie en een sterke cavalerie slaagden Philippus en zijn zoon Alexander de Grote er in om Griekenland en later ook het enorme Perzische rijk te onderwerpen.

Macedonië
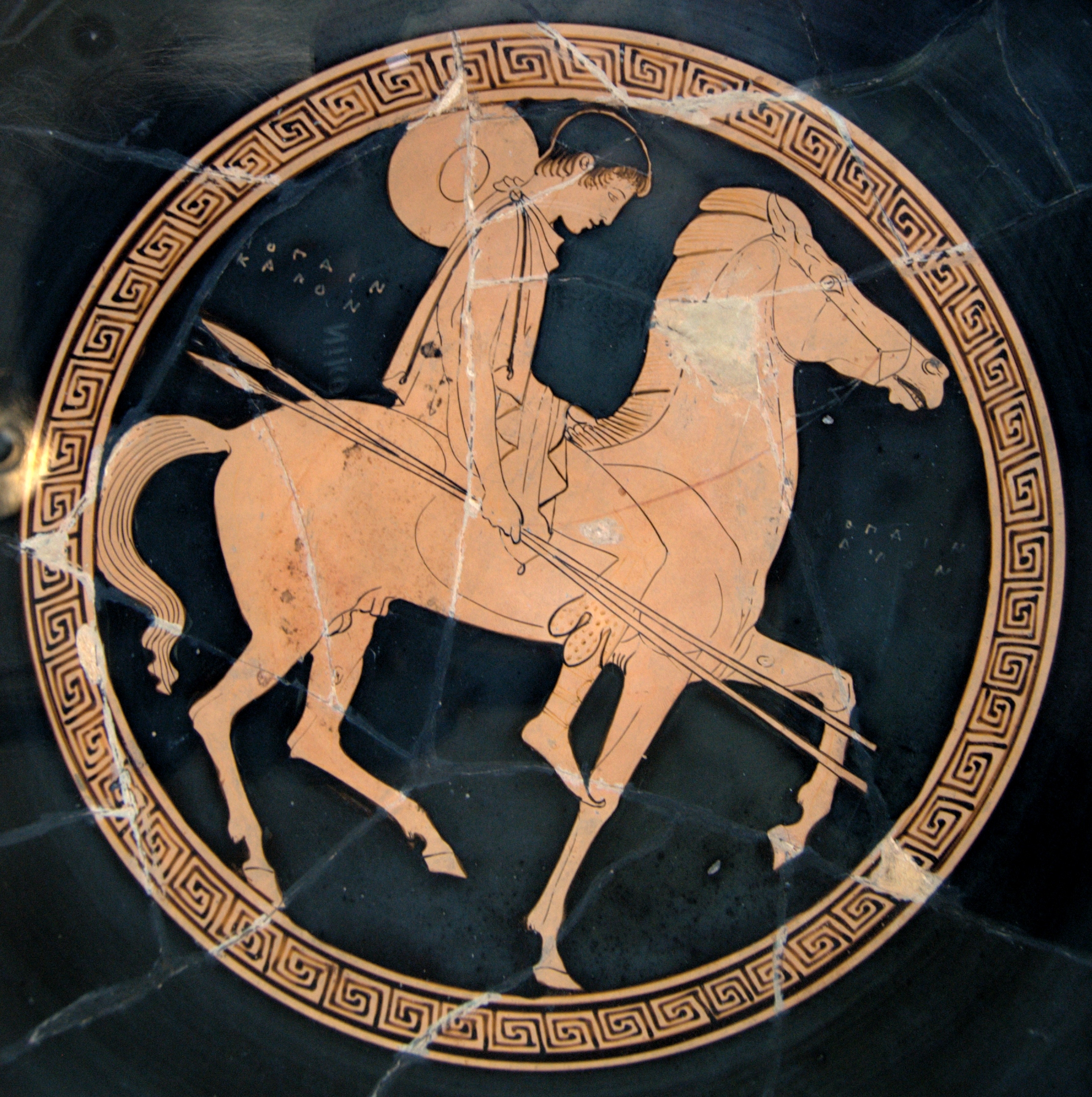
Macedonische ruiter
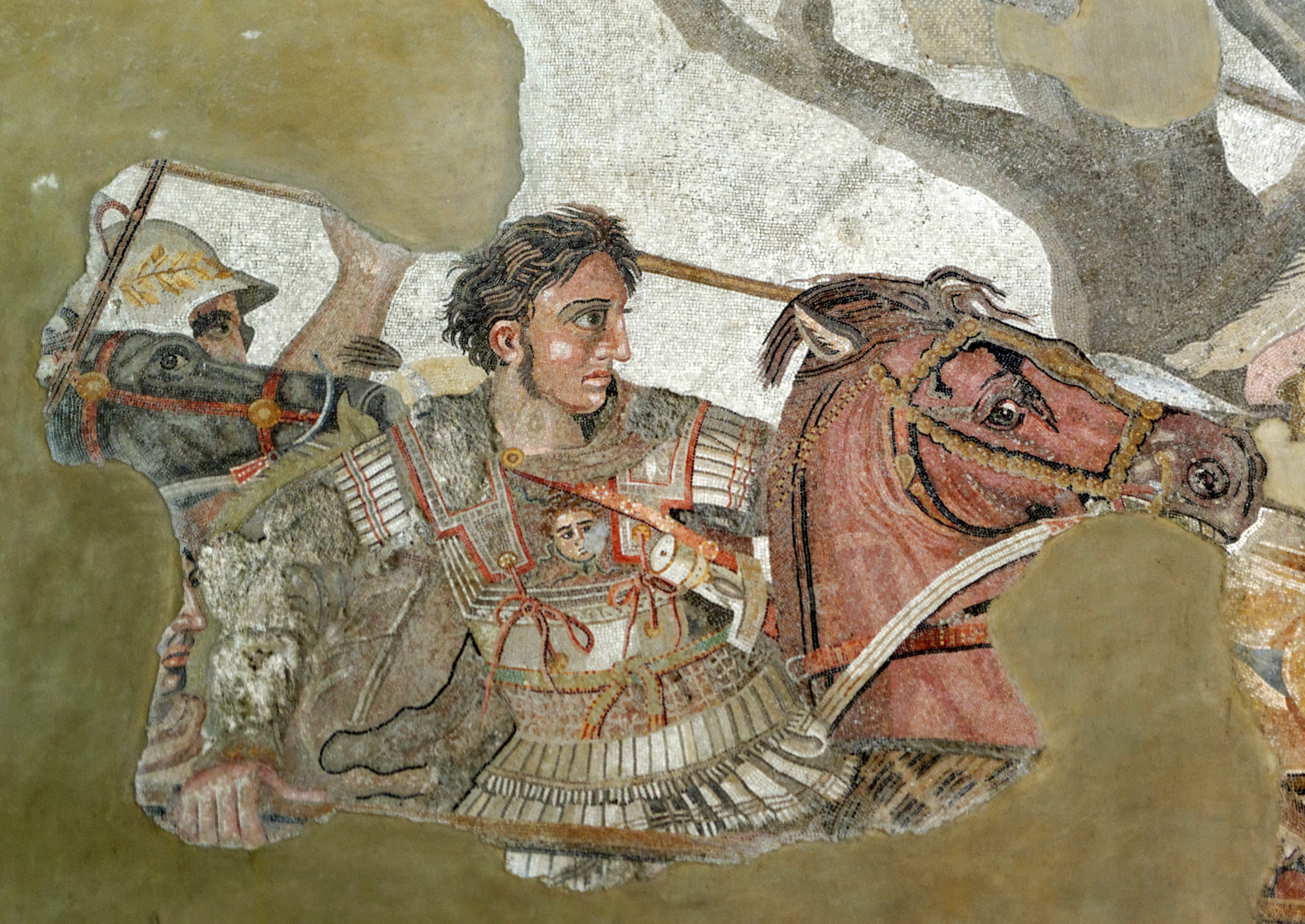
Alexander de Grote
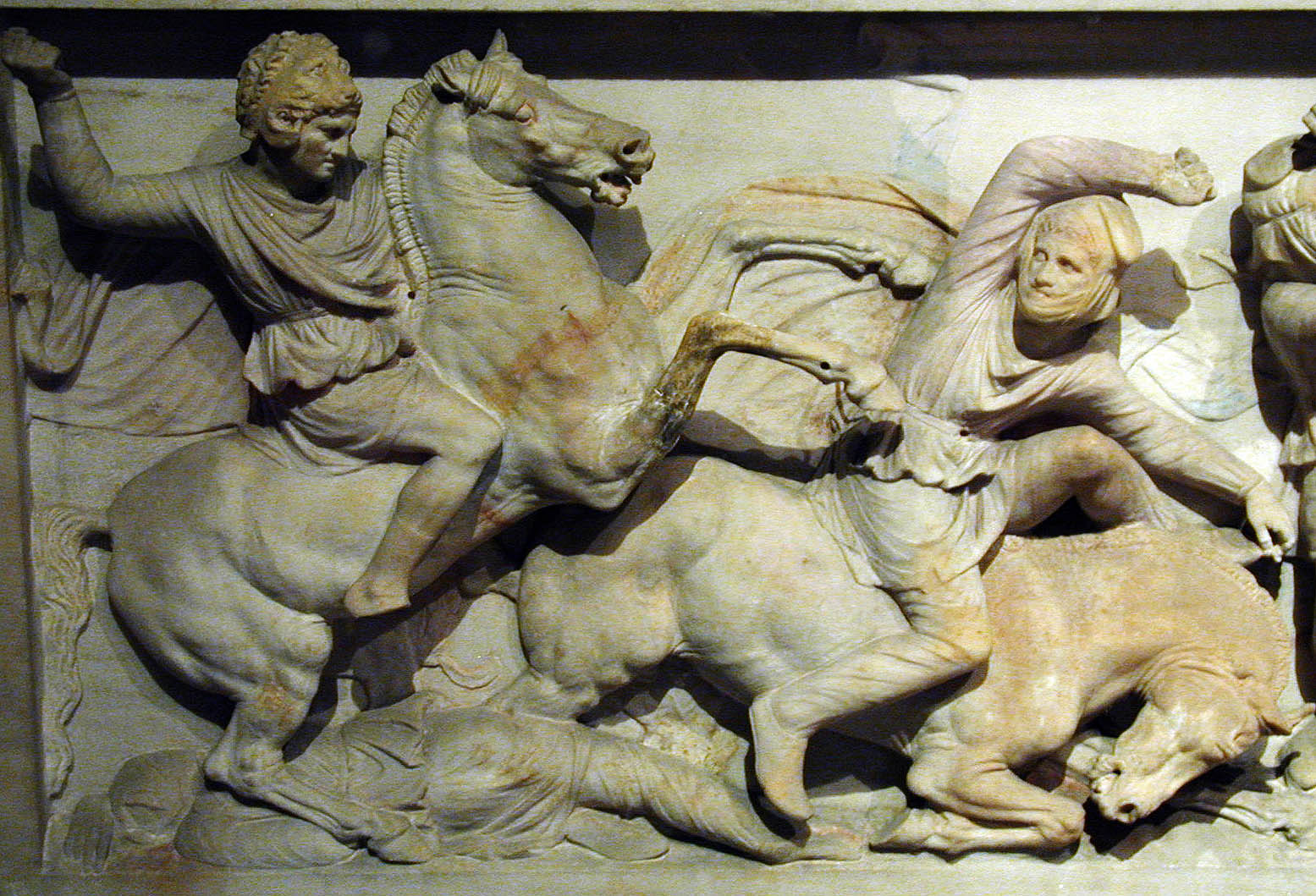
Alexander te paard
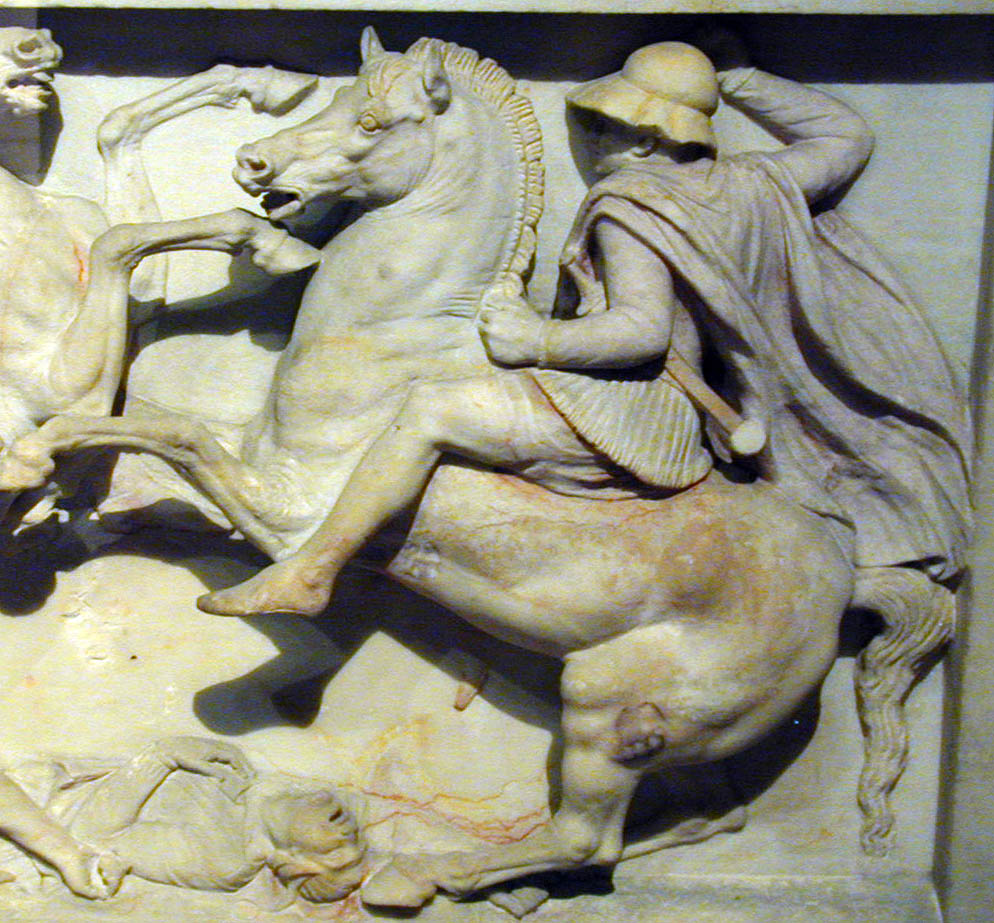
Macedonische ruiter

### Romeinen
Voor de Romeinen was de cavalerie een belangrijk legeronderdeel. Zij vestigden cavaleriekazernes overal aan de grenzen van het Romeinse Rijk. De equites (Romeinse ridderstand) vormden een hoge maatschappelijke stand. Er zijn grafstenen gevonden van ruitersoldaten die daarvan een beeld geven.

Romeinen
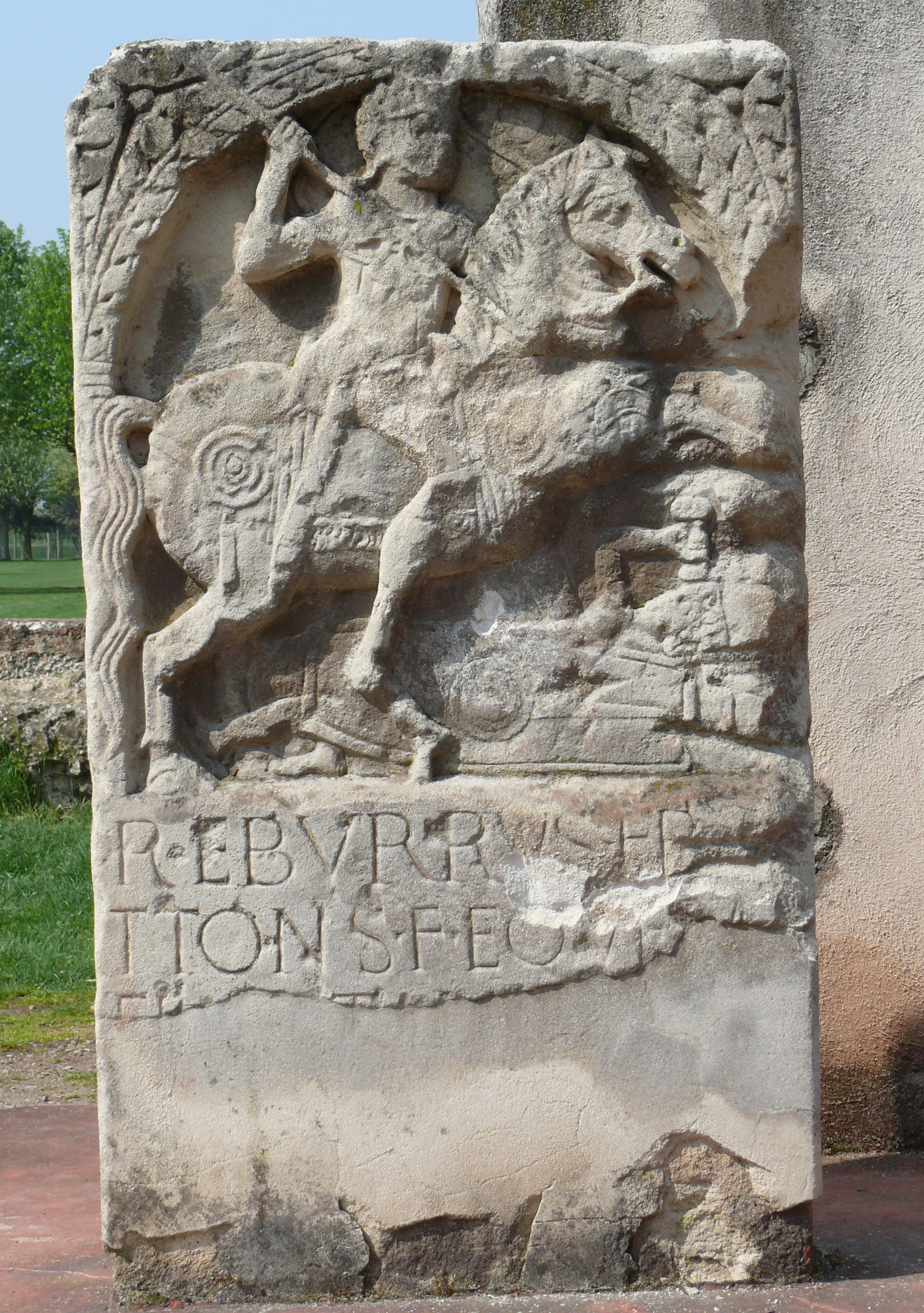
Xanten
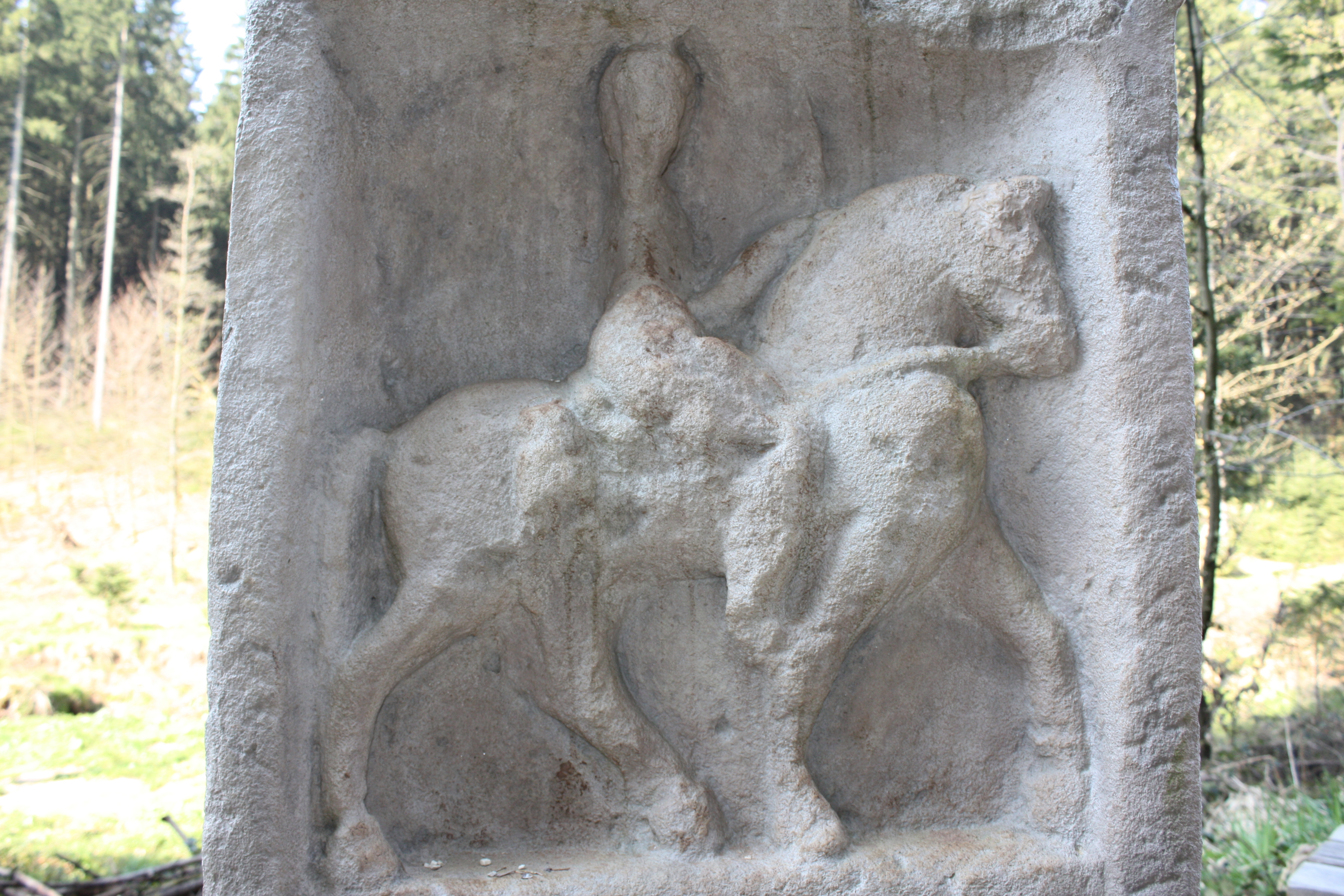
Rotenbach
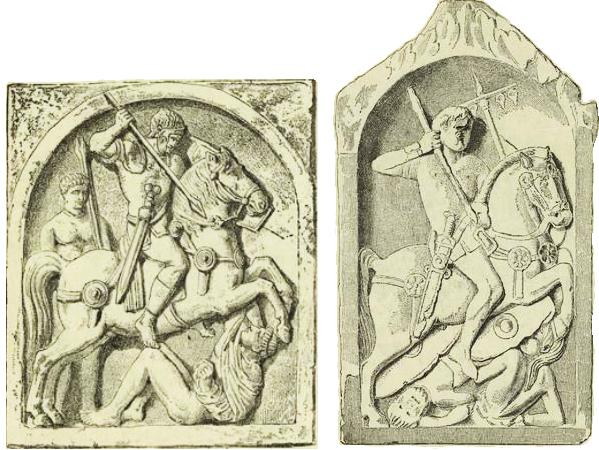
Duitsland
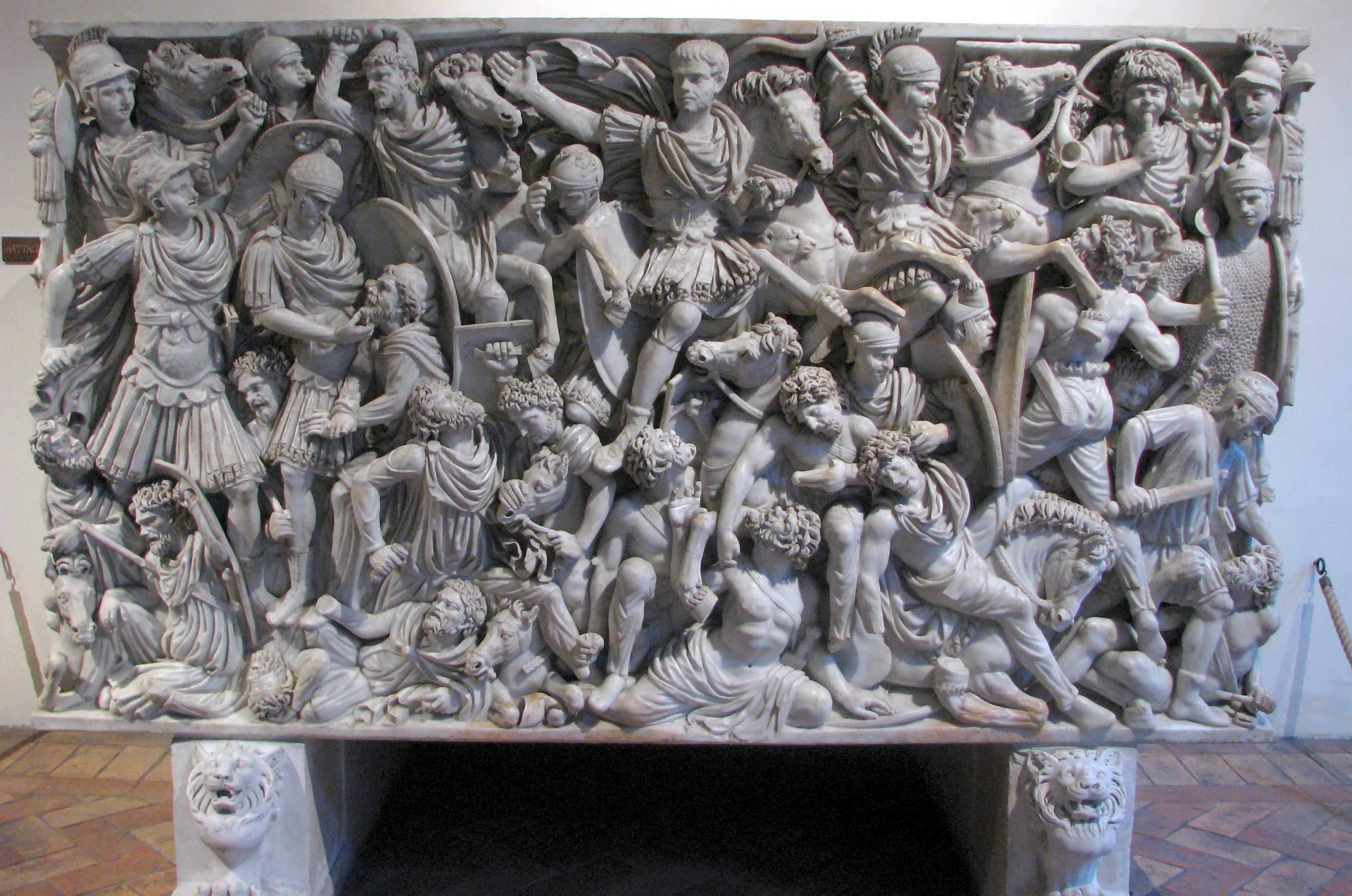
Rome

### Middeleeuwen
Een theorie stelt dat de stijgbeugel de grote militaire vernieuwing was die aanleiding gaf tot de feodalisering van het Frankische Rijk, maar langzamerhand is duidelijk geworden dat deze theorie niet houdbaar is. Toch zijn de middeleeuwen zonder meer de glorietijd van de bereden krijger: de ridder. Op het middeleeuwse slagveld was de zware cavalerie vaak doorslaggevend, al liep dat soms fout, bijvoorbeeld in drassig gebied zoals in de Slag bij Ane (1227) op de grens van Drenthe en Overijssel, of de Guldensporenslag (1302) bij Kortrijk.

Ridders
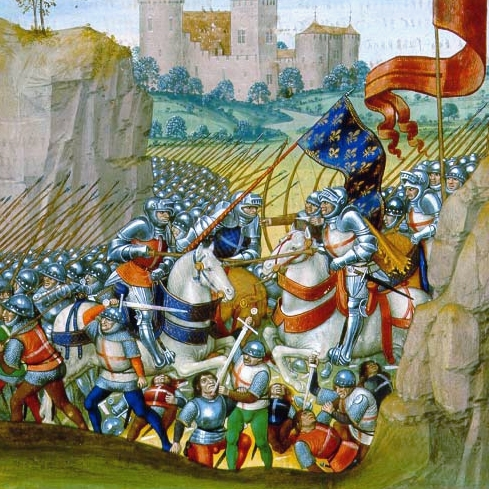
Slag bij Agincourt
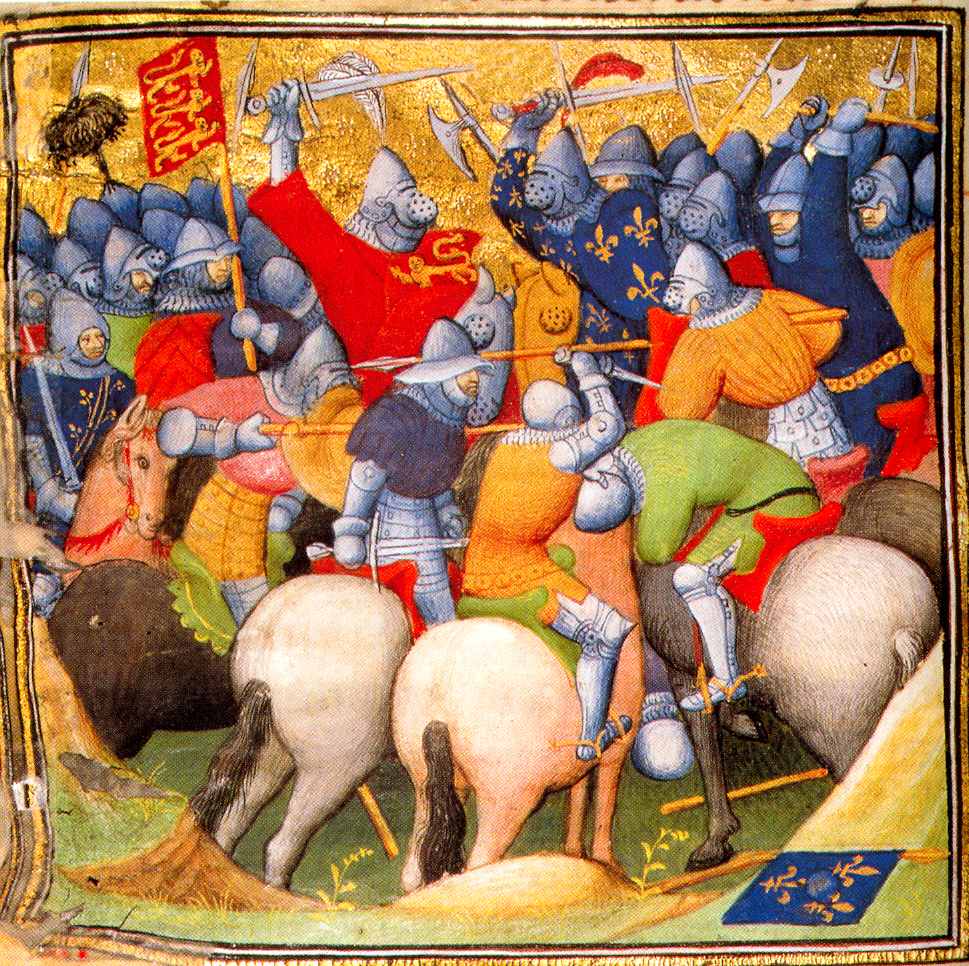
Slag bij Crécy, 1346
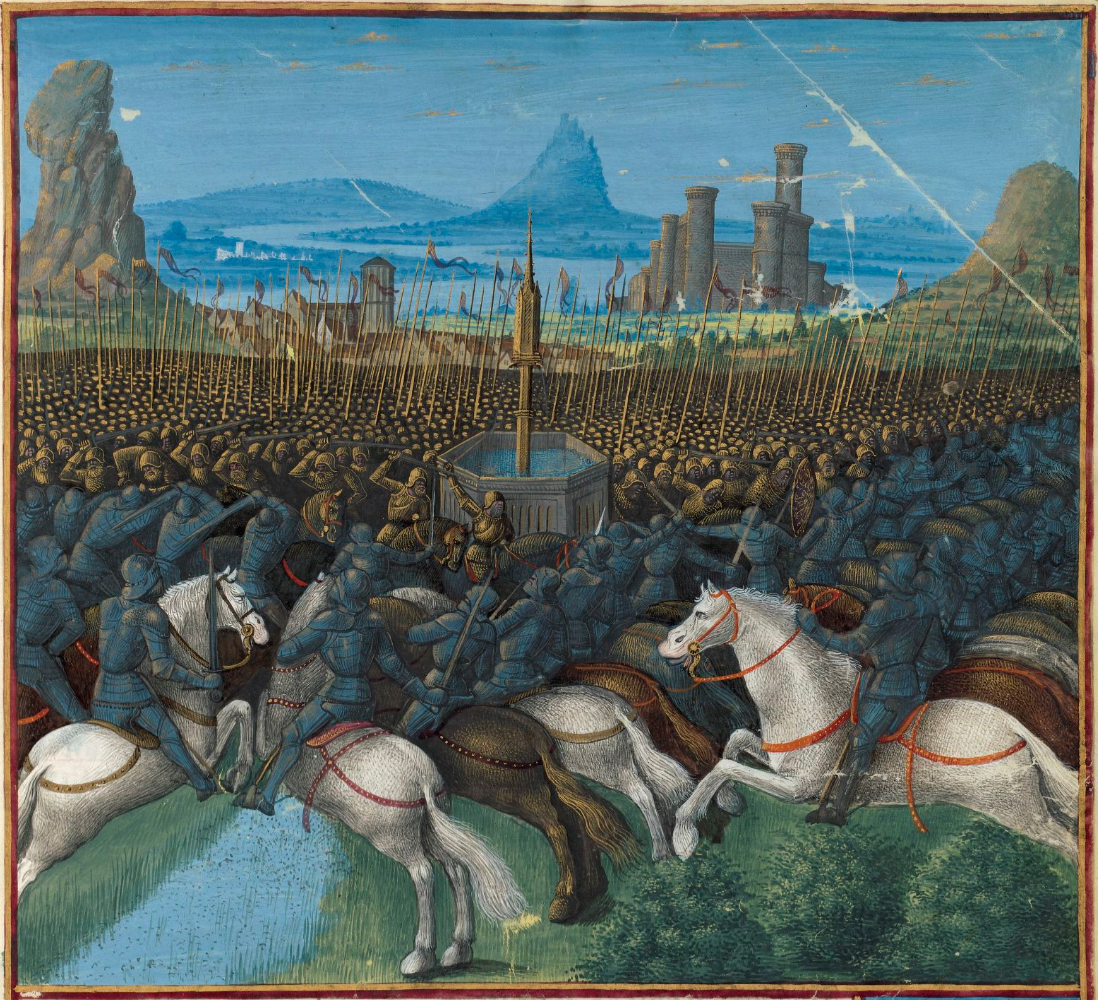
Slag bij Cresson
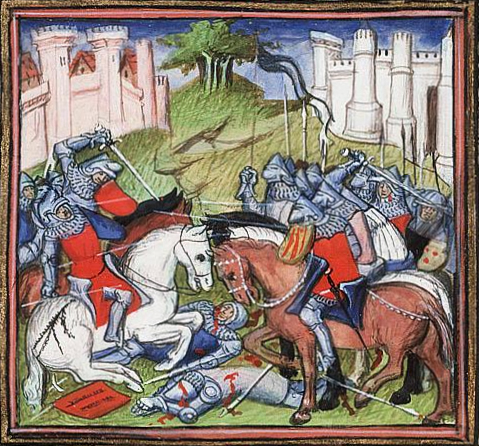
Slag bij Calais

### Mongolen
De grote veroveringstochten van het Mongoolse Rijk in de dertiende eeuw onder Dzjengis Khan en zijn opvolgers waren zonder goed getrainde krijgers te paard ondenkbaar geweest. De boogschutters stonden in de stijgbeugels en waren in staat tijdens het berijden van snelle galopperende paarden toch hun doel te treffen.

Mongolen
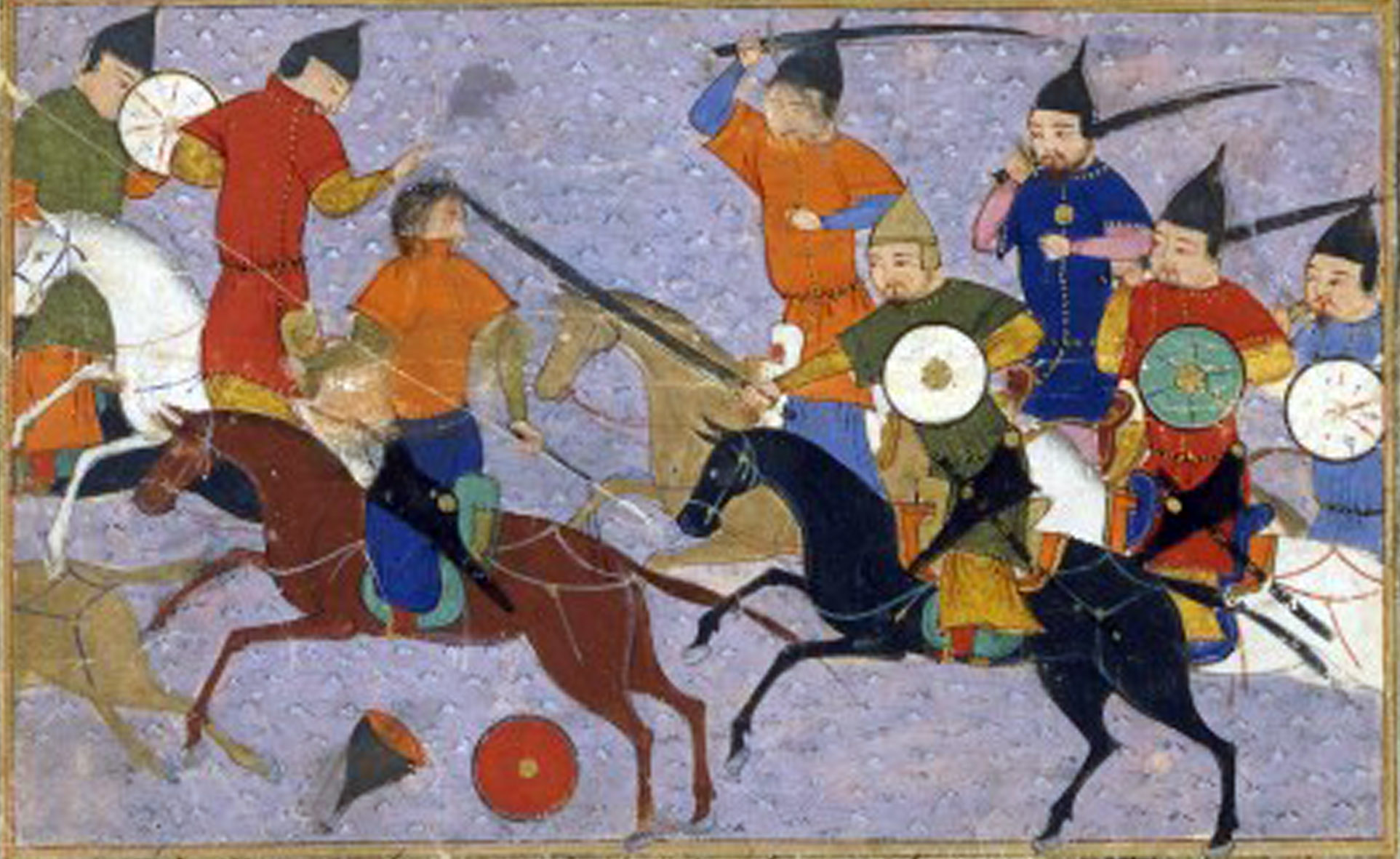
Mongools-Chinese oorlog
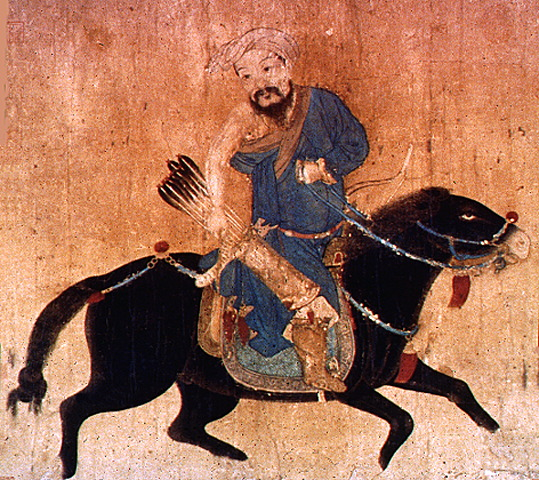
Mongoolse boogschutter
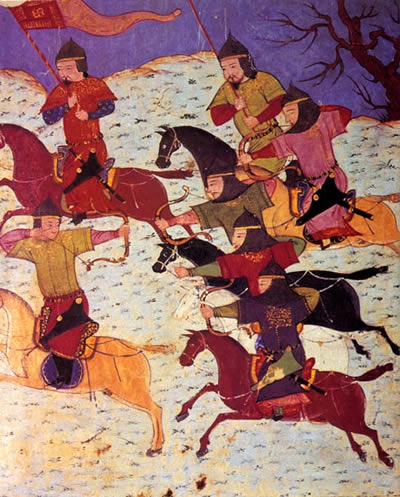
Mongoolse cavalerie
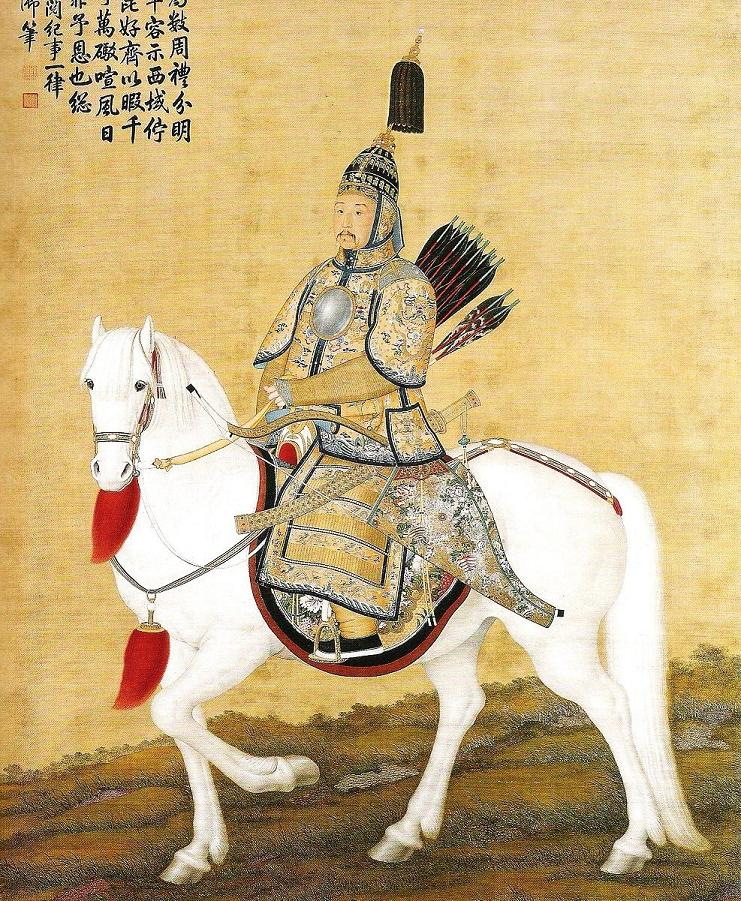
Mongoolse veroveraar

Oosters
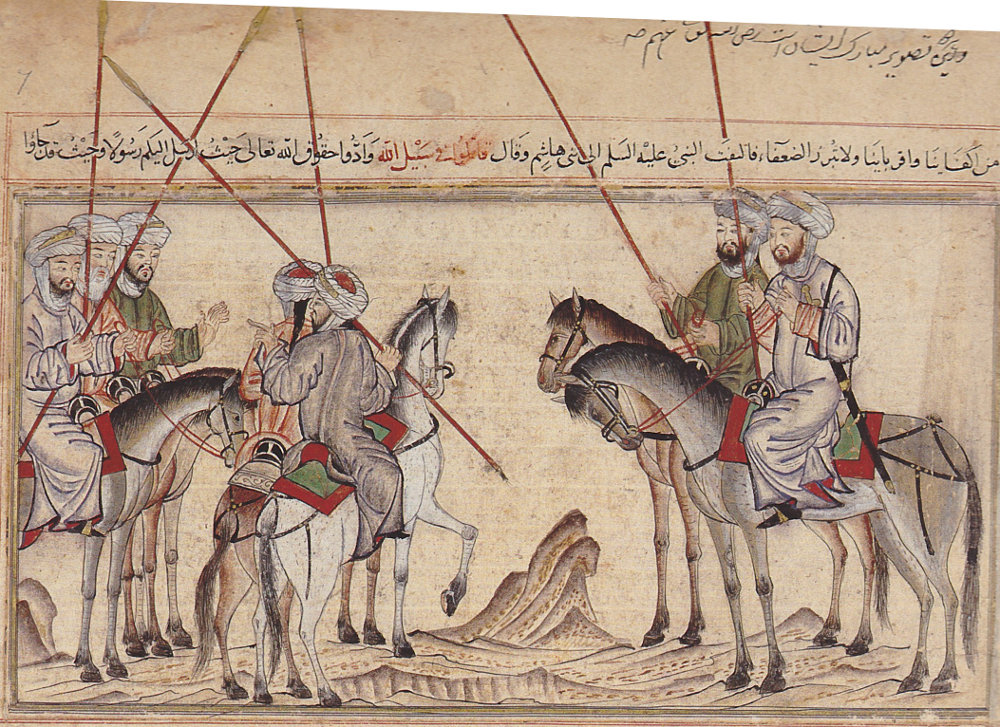
Slag bij Badr
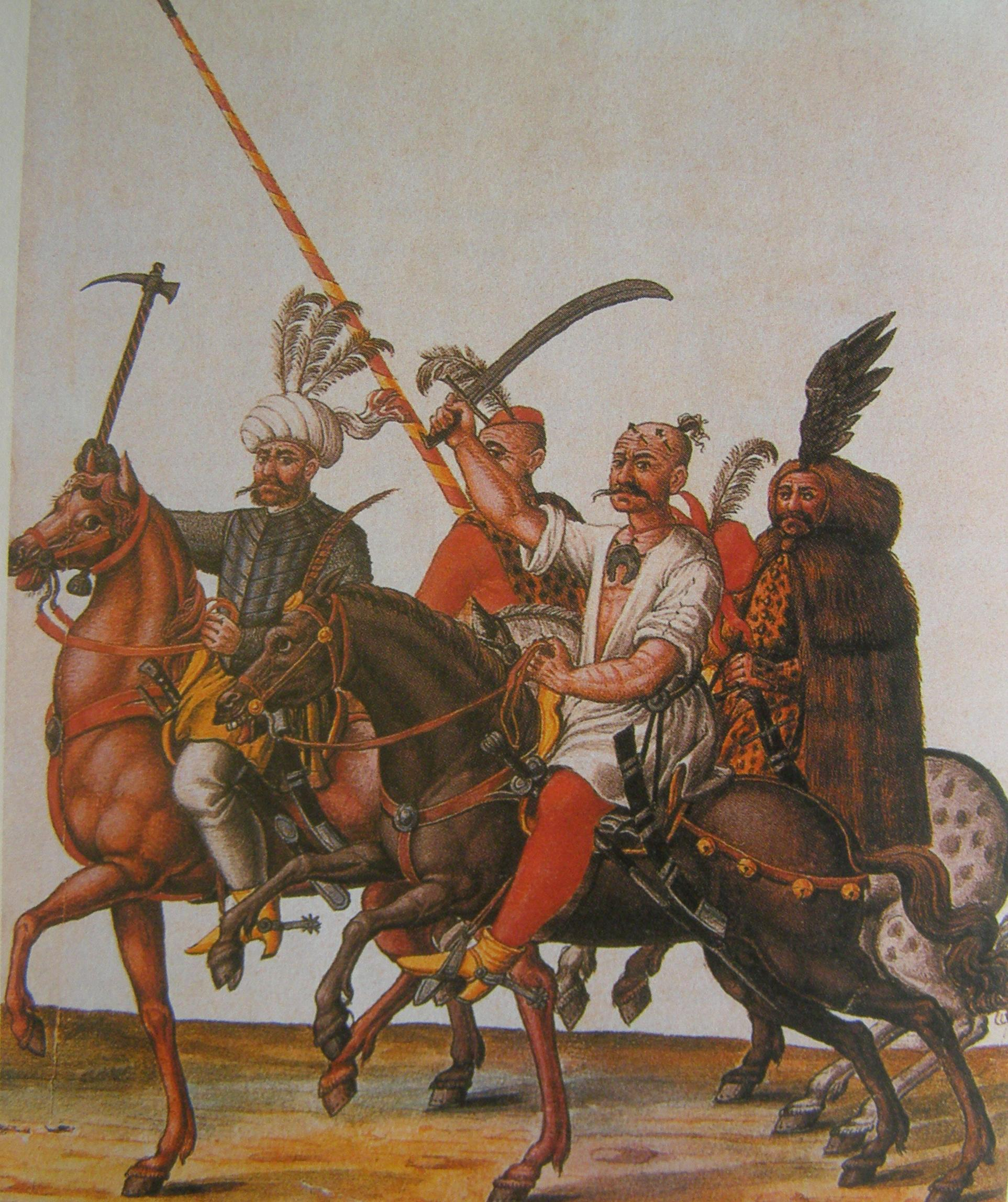
Ottomanen in 1568
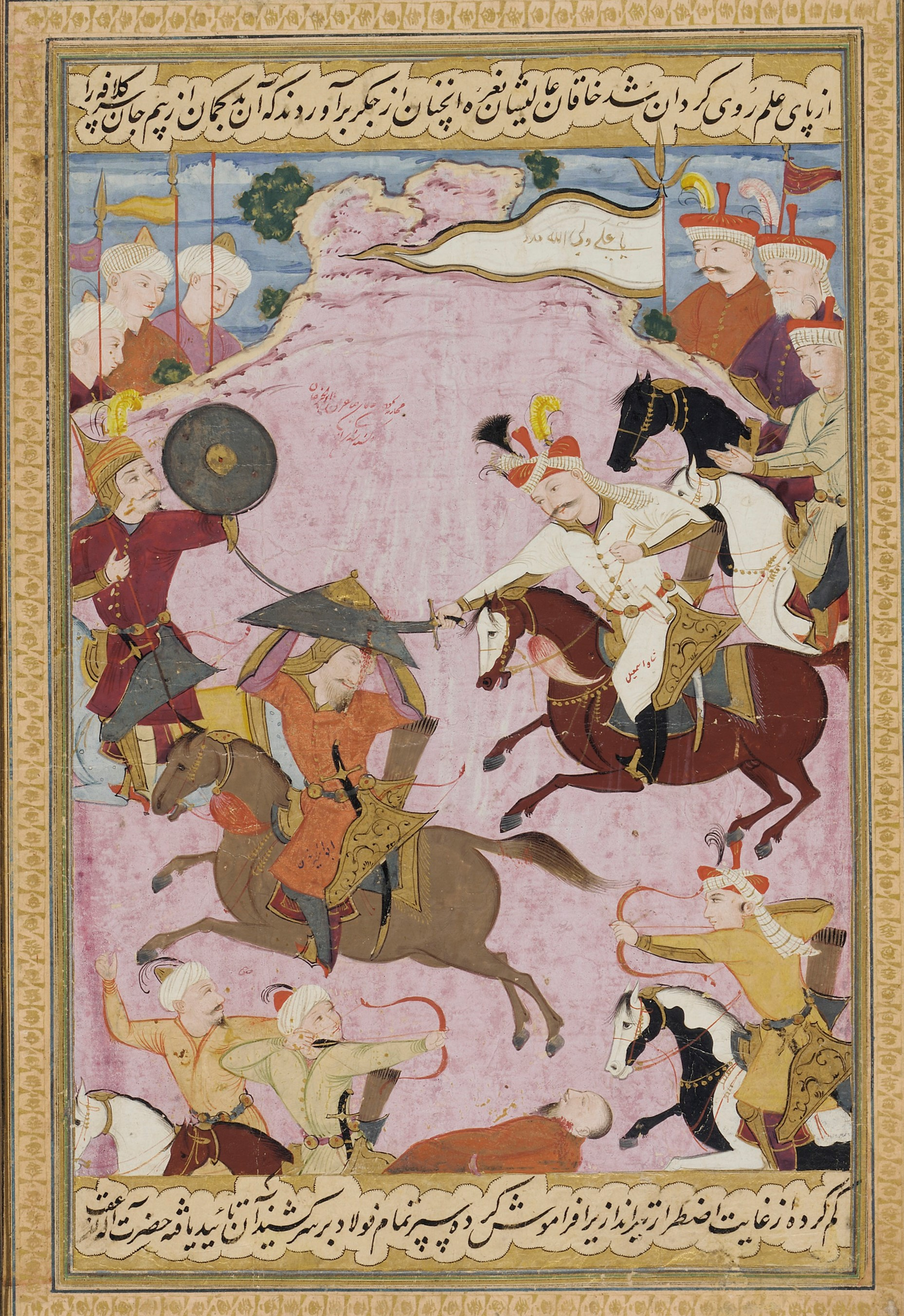
Shah Ismail
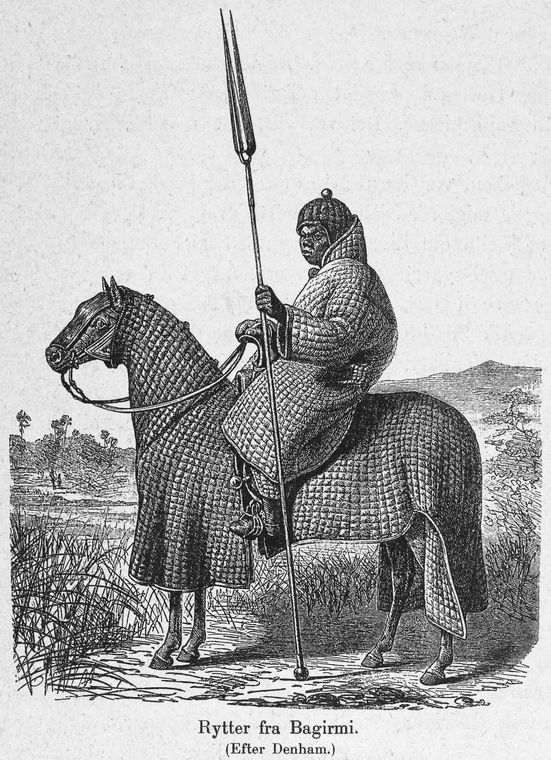
Afrikaanse krijger

### Nieuwe Tijd
Verandering van tactiek ontstond gedurende de Honderdjarige Oorlog, eerst door de Engelse boogschutters, later door de komst van het buskruit. De cavalerie werd niet langer voor de frontale aanval ingezet, maar voor operaties waarbij gebruikgemaakt kon worden van de snelheid van het paard en het ermee gepaard gaande verrassingseffect. Op slagvelden in de Vroegmoderne tijd werd de cavalerie meestal op de flank geplaatst. Een typische cavalerieaanval begon dan met een omtrekkende beweging, waarna de vijand in de rug aangevallen kon worden. Ook voor het verstoren van de vijandige logistiek bleef de cavalerie goed inzetbaar. Als wapen werden doorgaans de lans en lange tijd het zwaard gebruikt, uiteindelijk met name de sabel, een type zwaard dat zich goed leende voor neerwaarts houwende bewegingen.

Cavalerie
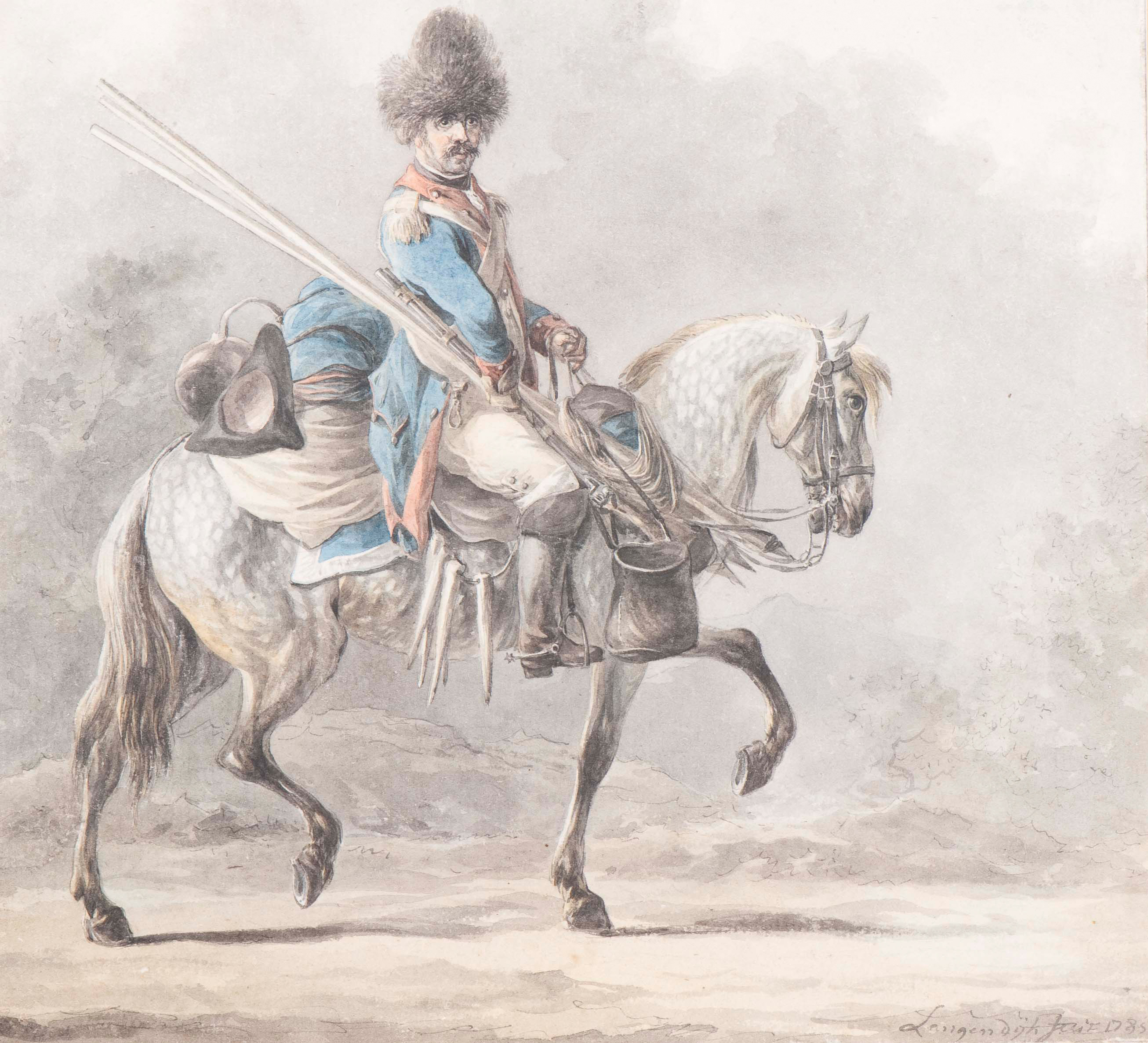
Cavaleriesoldaat te paard, 1785 (Dirk Langendijk)
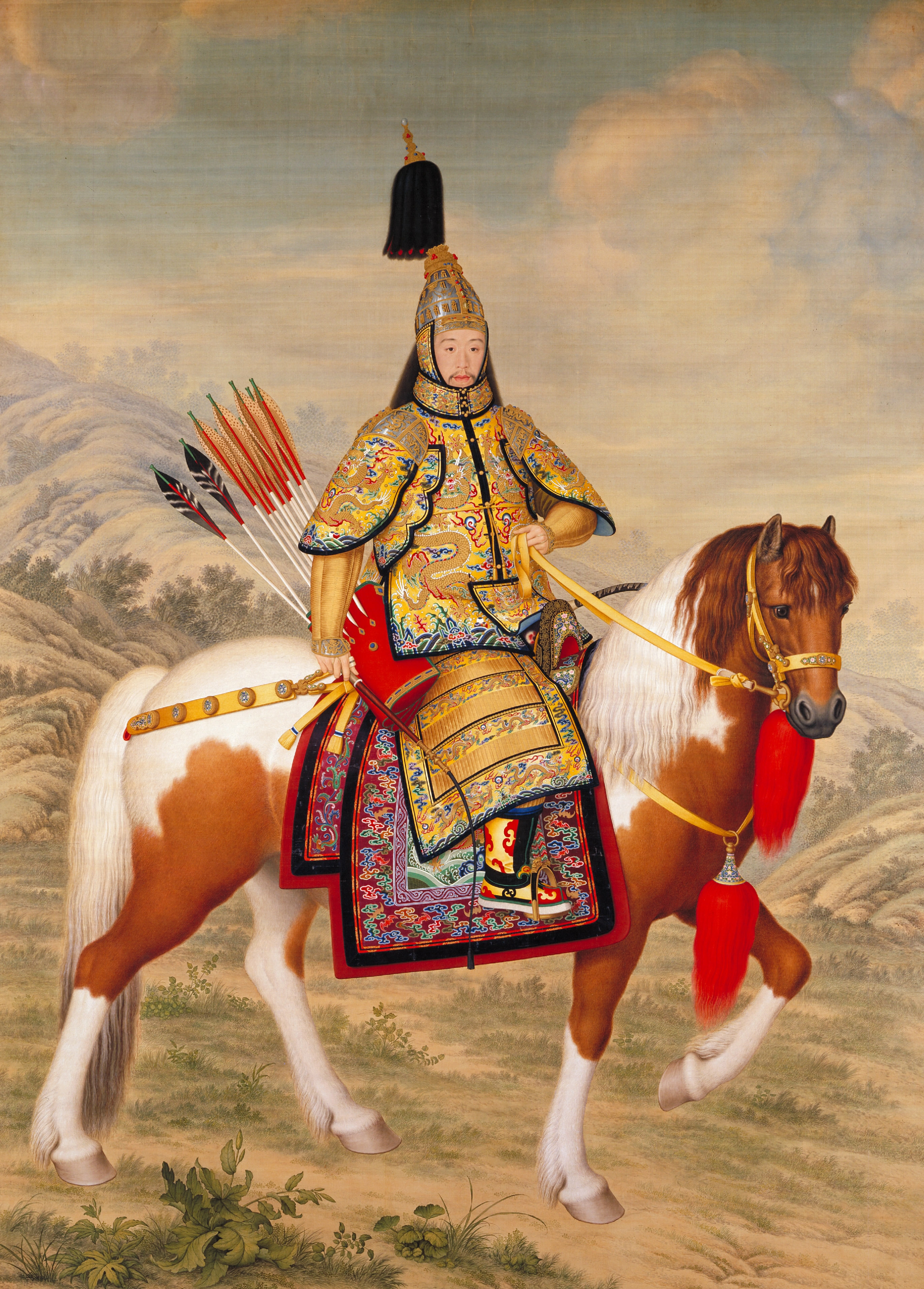
Qianlong, 1758
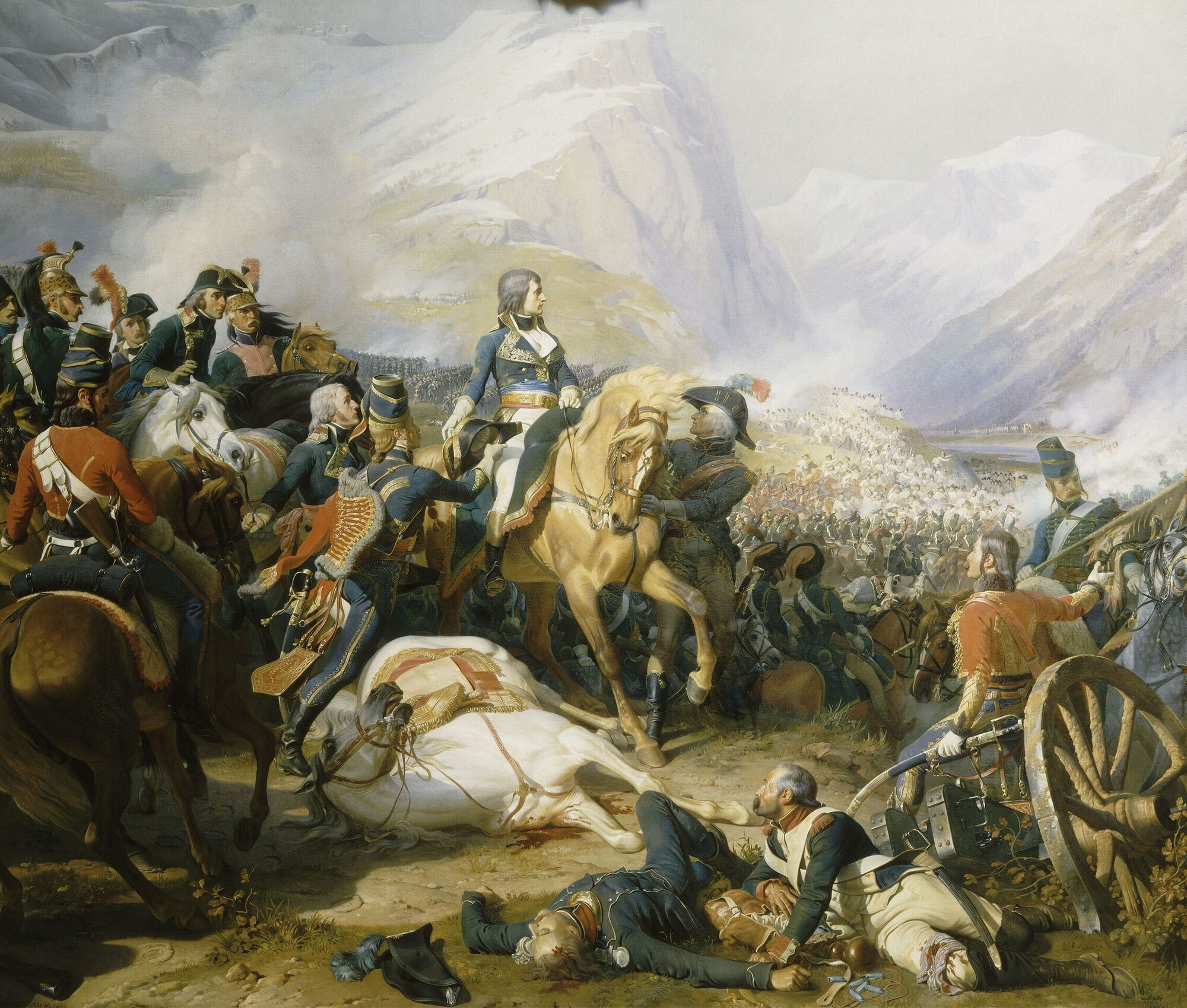
Napoleon bij Rivoli
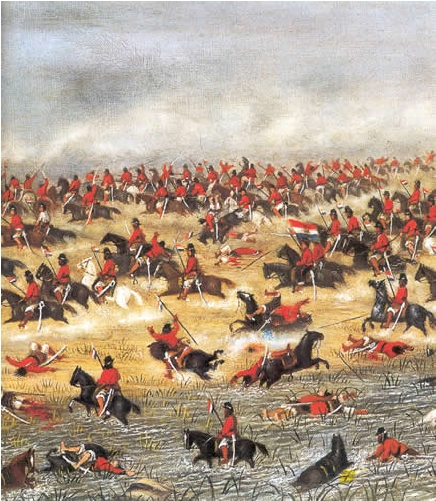
Paraguay, 1865

Kozakken
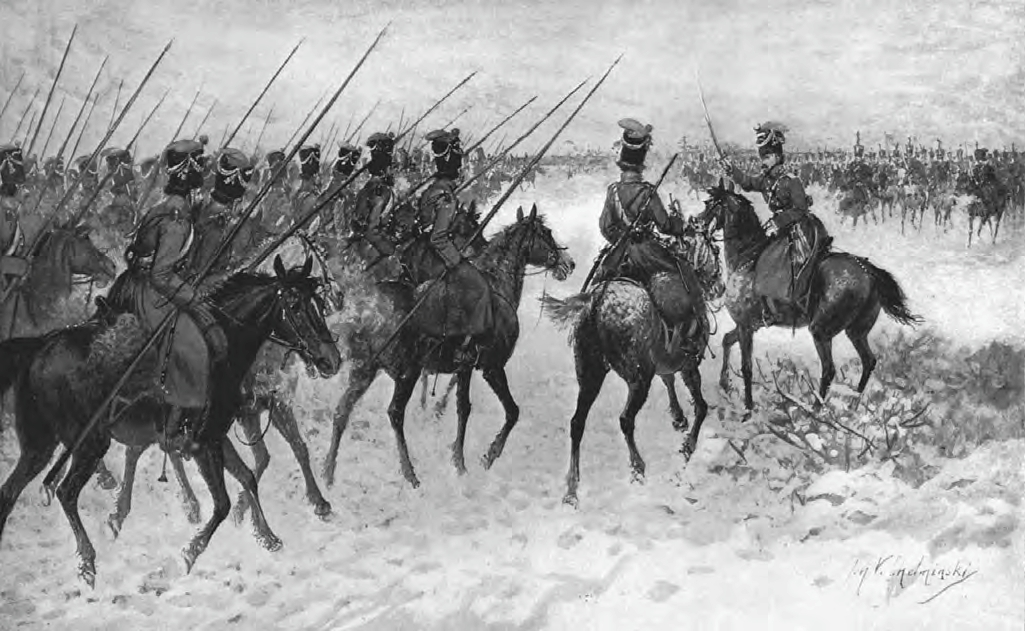
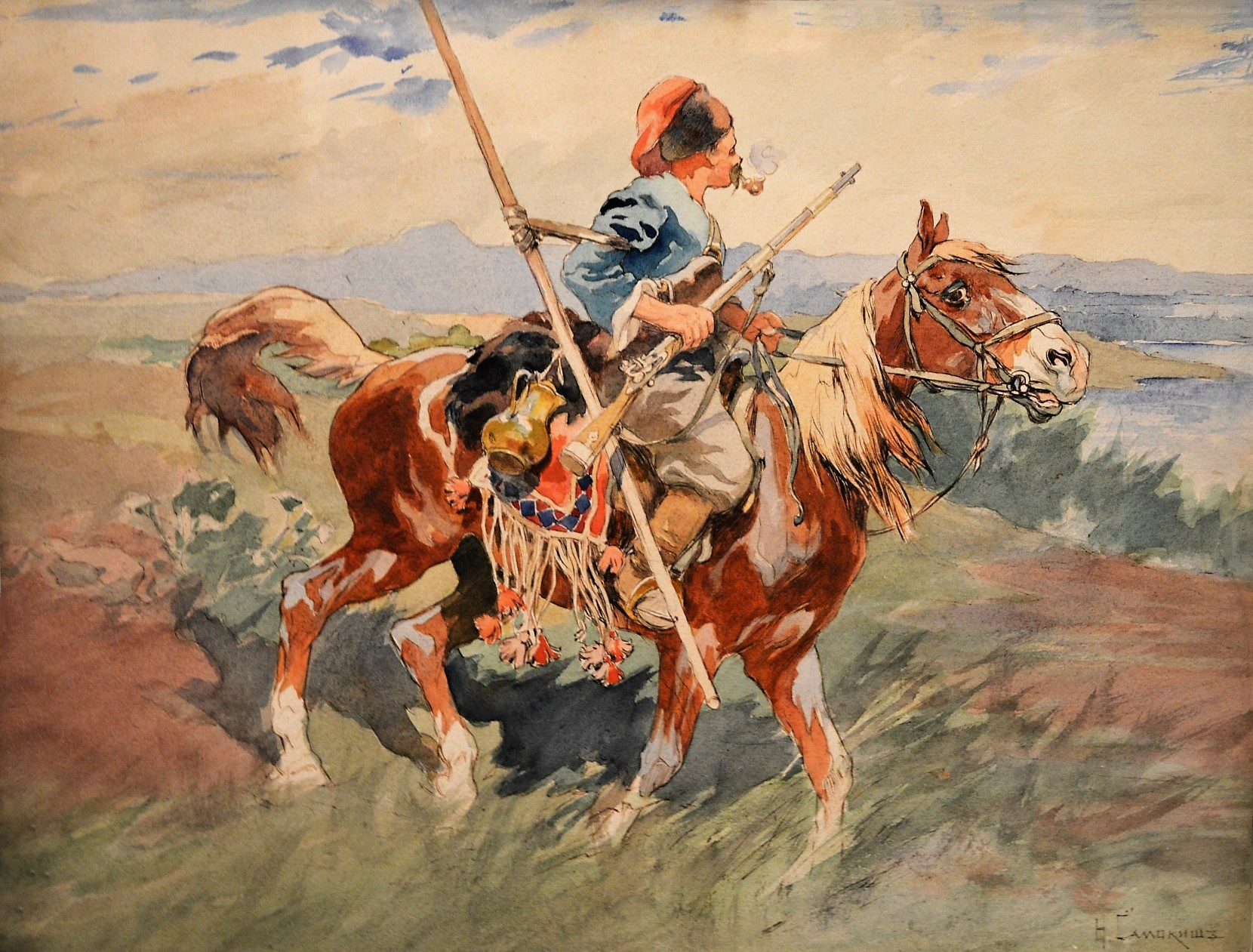
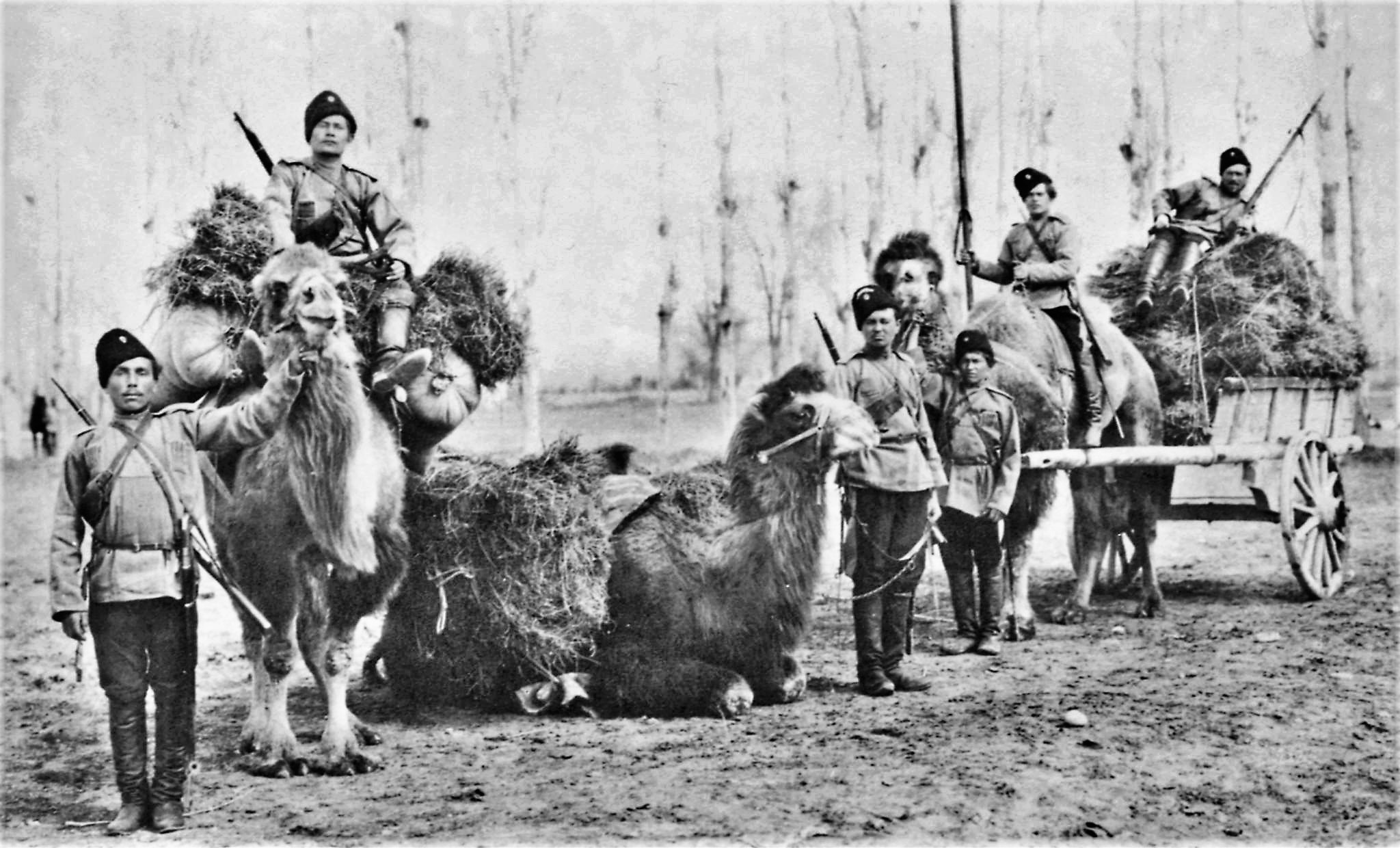
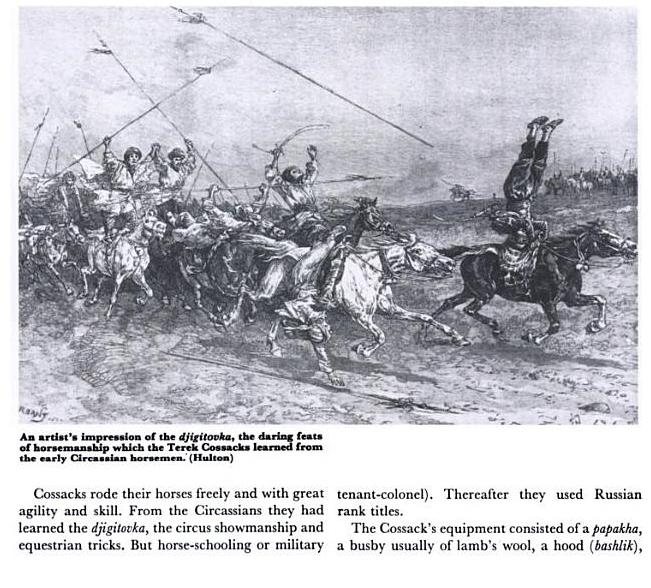

Een beroemde slag van ruitersoldaten was afkomstig uit het volk van de kozakken in Oekraïne.

USA
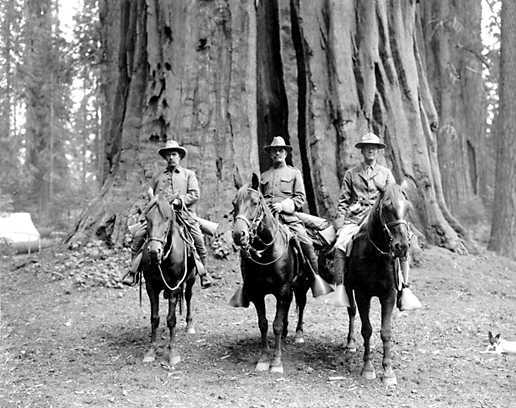
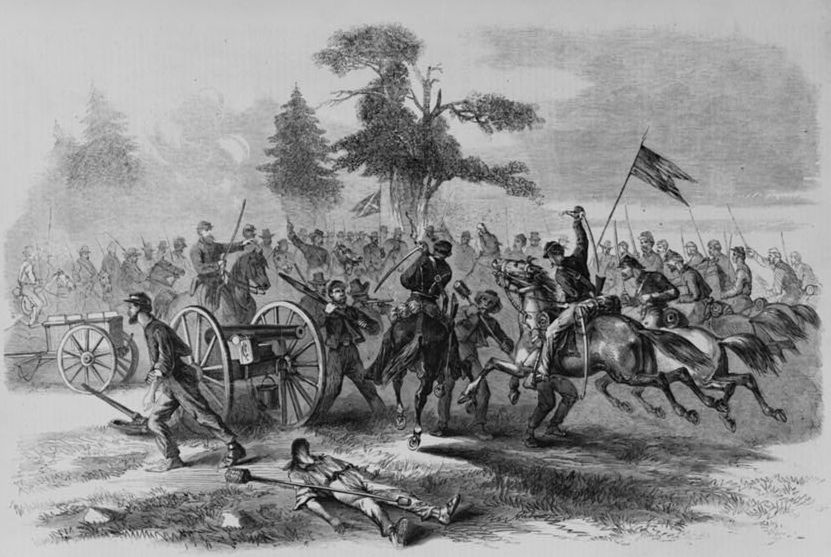
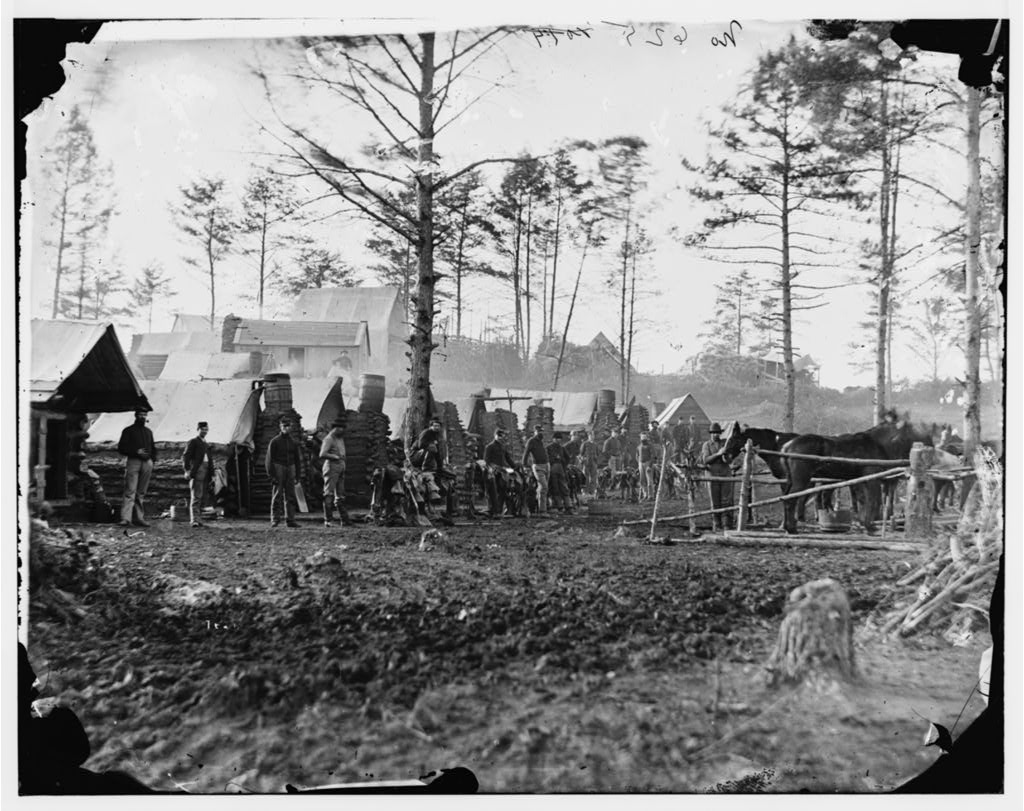
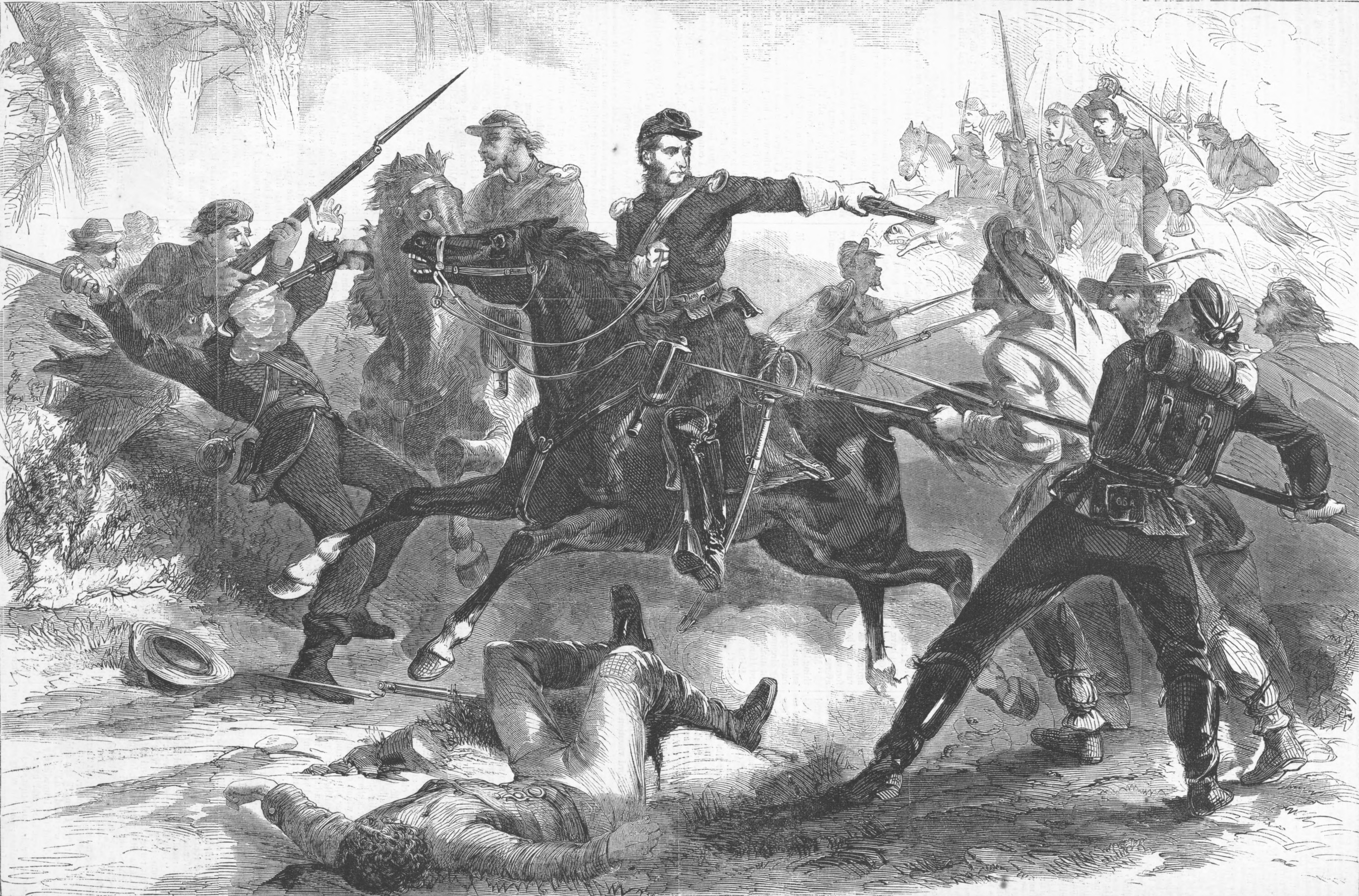

In de grotere koloniale gebieden (zoals Noord-Amerika) en de later daar gevormde staten was de rol van de cavalerie groter dan in de Oude Wereld, mede vanwege de veel grotere afstanden.
Daarnaast werden cavalerie-eenheden zowel in de Oude als in de Nieuwe Wereld ook ingezet voor politietaken op het platteland, de zogeheten marechaussee. Dankzij de paarden kon een klein aantal cavaleristen toch de openbare orde handhaven op het dunbevolkte platteland. Hieruit is onder andere de Franse Gendarmerie Nationale ontstaan.
In de noordelijke provincies van Nederland werd de cavalerie als hulpmarechaussee samen met de Koninklijke Marechaussee ingezet als versterking van de rijksveldwacht in het bestrijden van banditisme op het platteland.

### Moderne tijd
In de Eerste Wereldoorlog speelde de cavalerie nog een wezenlijke rol, getuige foto's die daarvan bestaan.
De allerlaatste cavaleriecharge in West-Europa werd uitgevoerd tijdens de Slag bij Burkel (België).

WOI
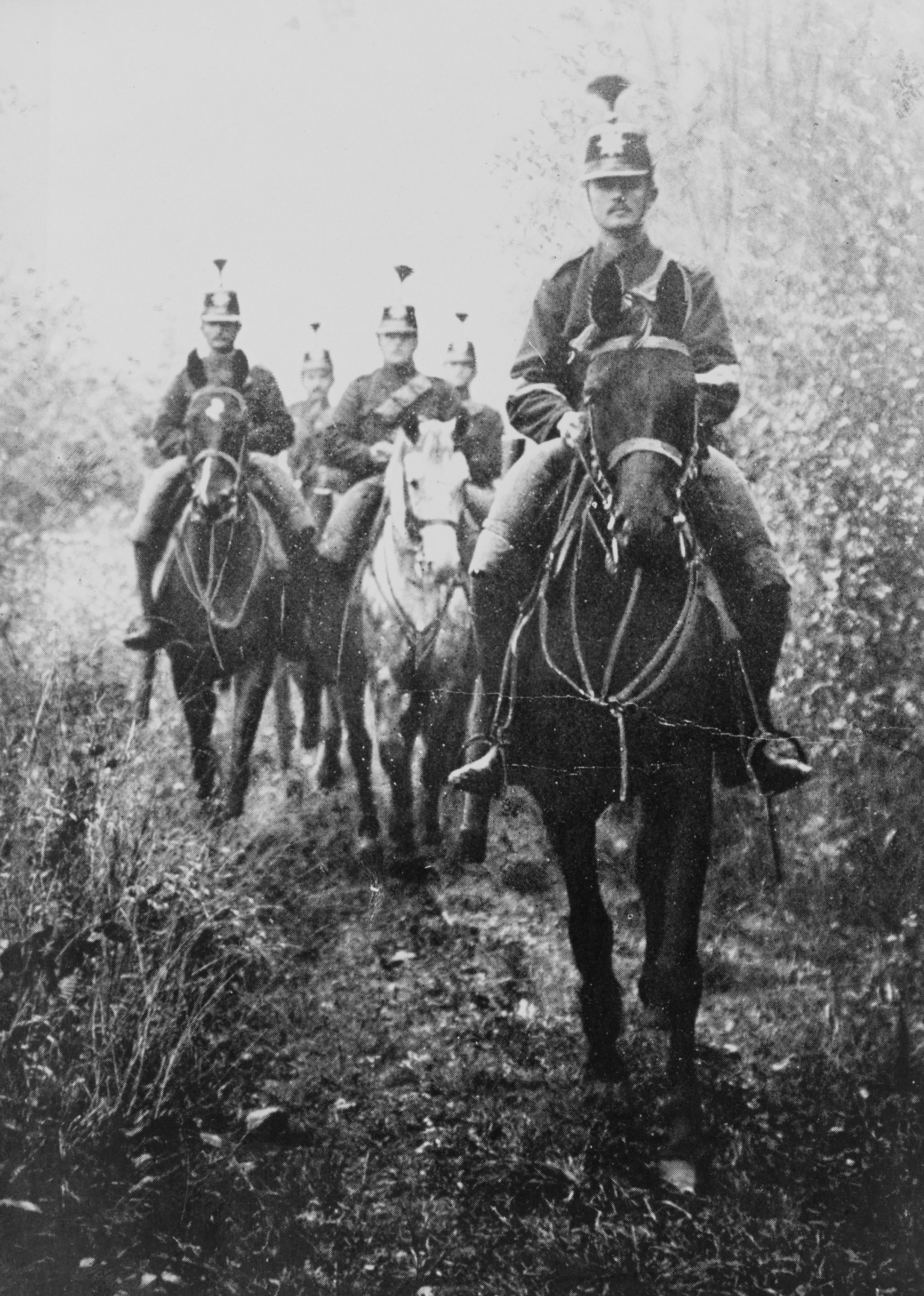
Zwitserland, 1917
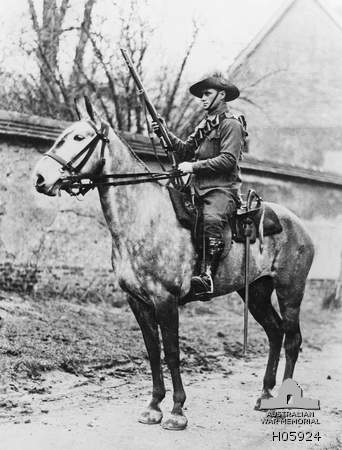
Australië, 1916
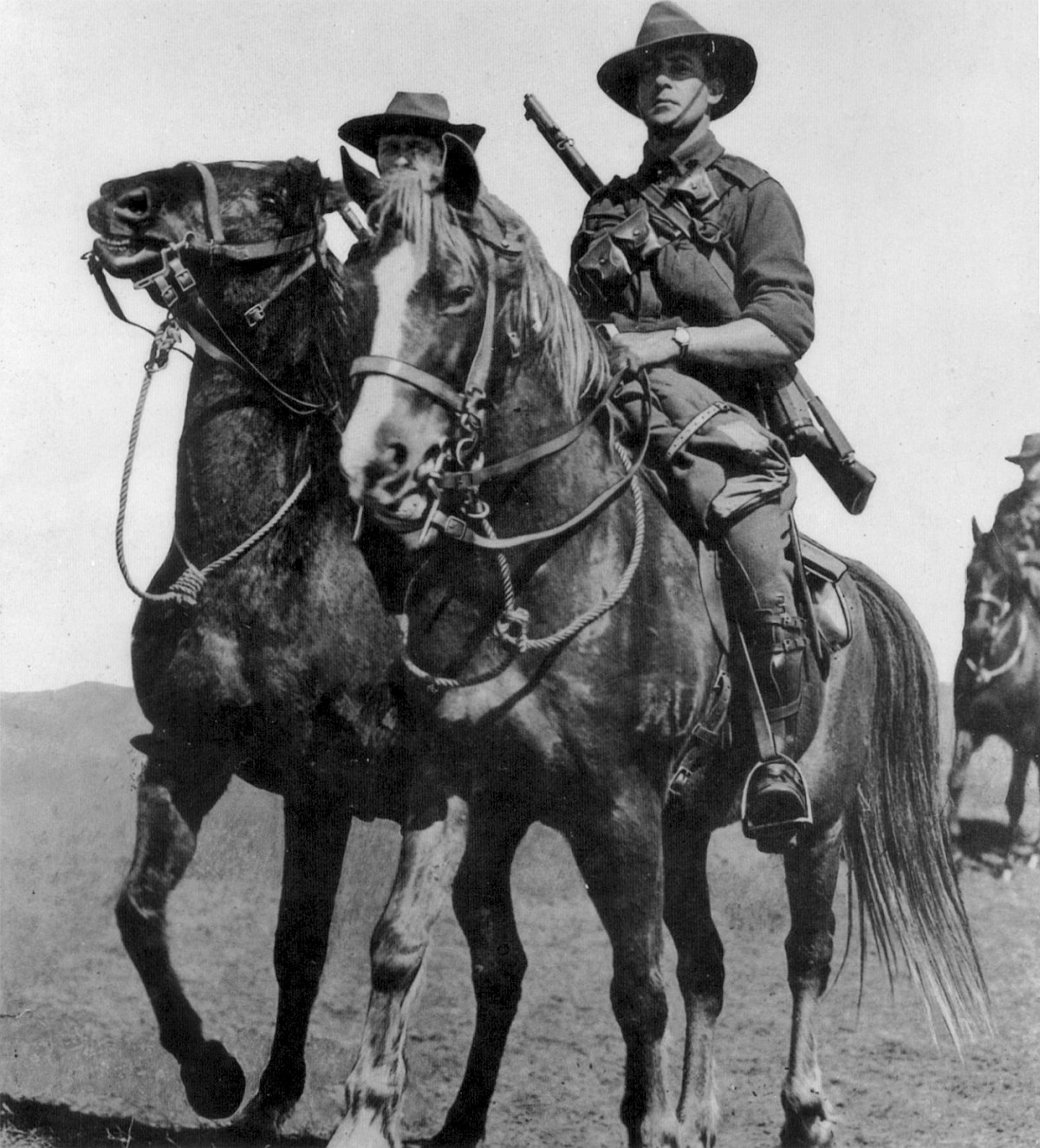
Australië, 1914
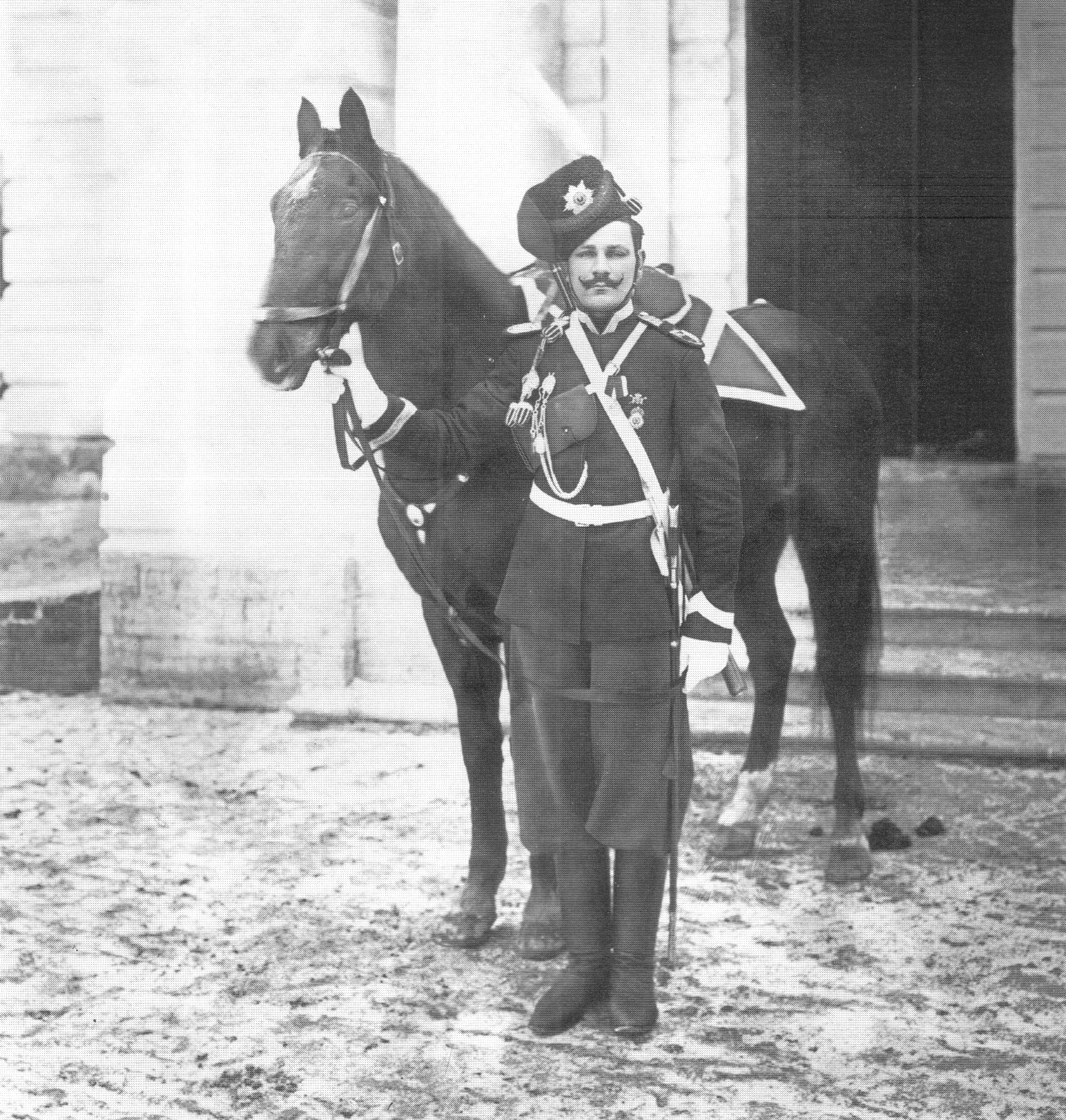
Kozakken, 1914
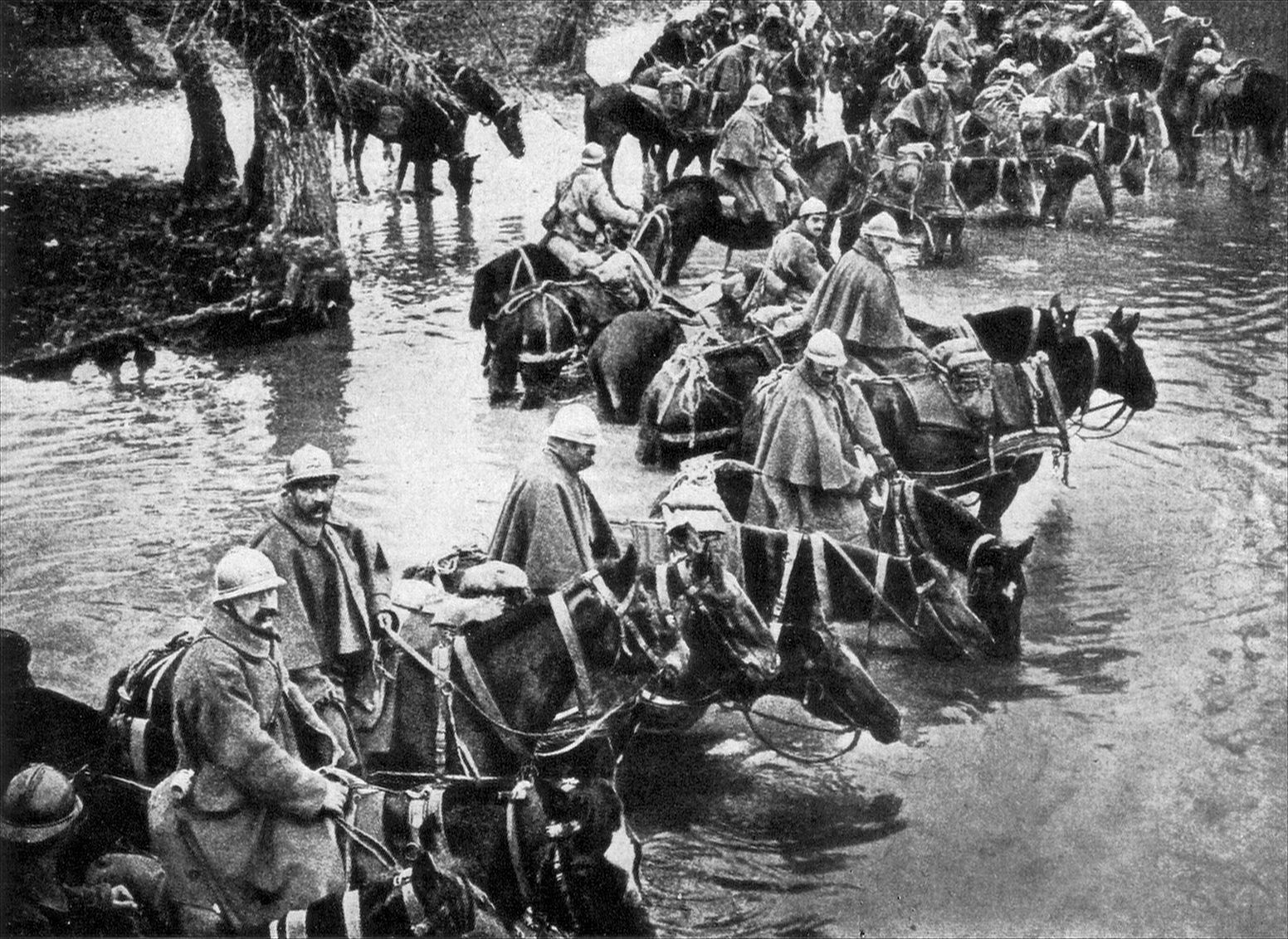
Verdun, 1917
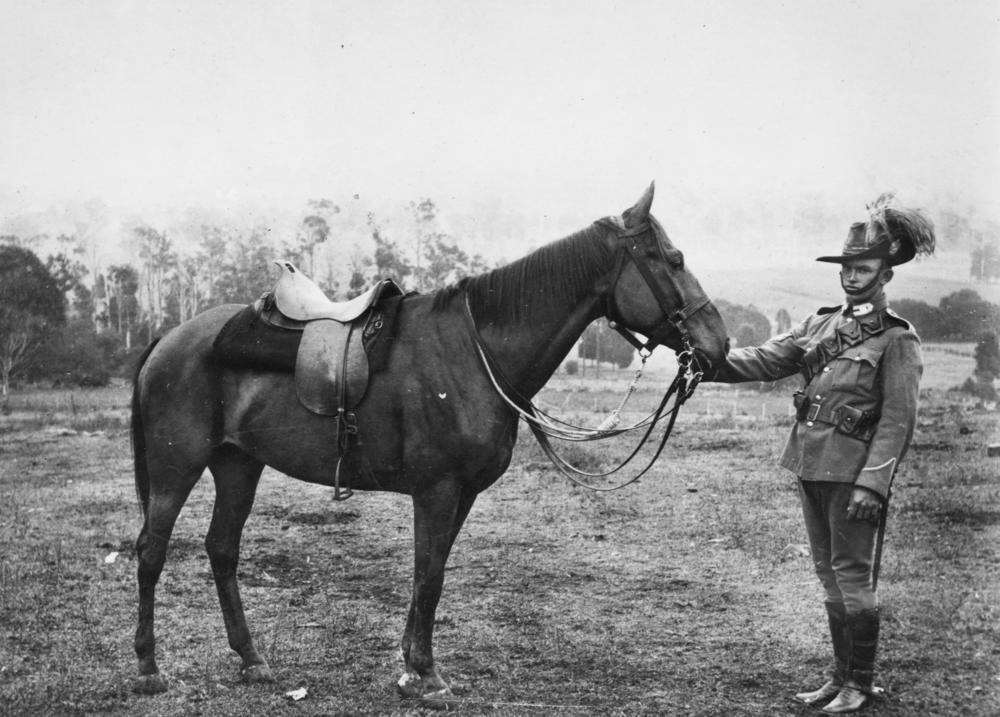
Australië, 1915
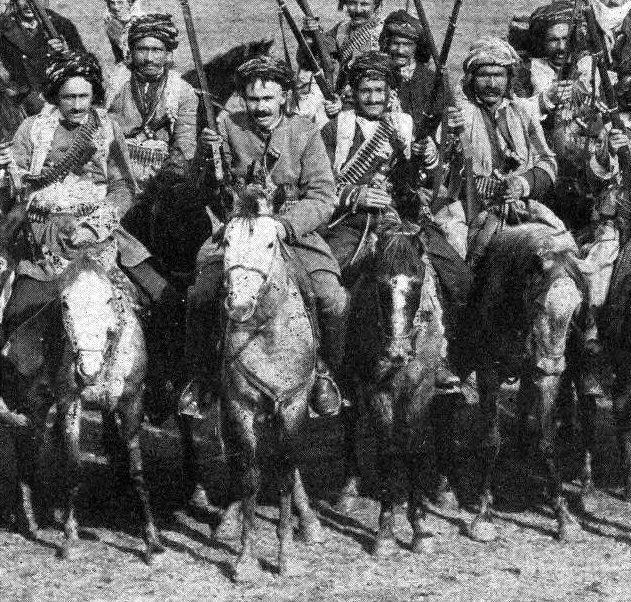
Koerdistan, circa 1915
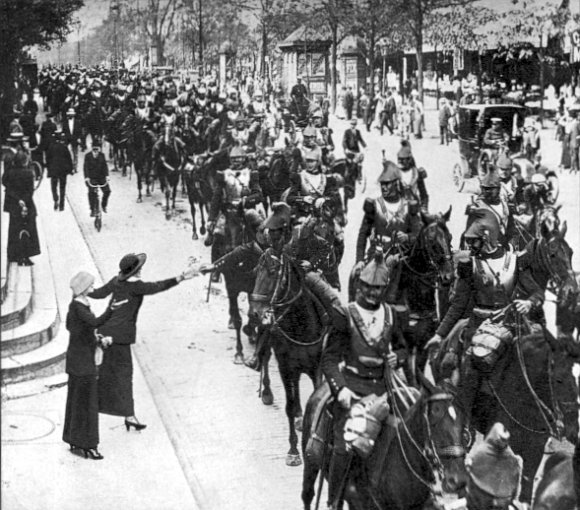
Parijs, 1914

Met de ontwikkelingen van wapens en vervoermiddelen in de negentiende en twintigste eeuw veranderde echter ook de rol van de cavalerie. In veel gevallen behield de cavalerie zijn taak als gevechtseenheid, maar dan met gebruikmaking van tanks in plaats van paarden. Een ander voorbeeld van een voortzetting in de moderne tijd is de Amerikaanse Air Cavalry, die gebruikmaakt van helikopters (ook wel Air Assault genoemd of in Nederland Luchtmobiel).
Zelfs in de Tweede Wereldoorlog hadden de Nederlanders, Duitsers, Polen en Russen nog cavalerie, die echter deels in moderne gepantserde eenheden was omgezet, en deels als bereden infanterie werd ingezet. Voor de Polen en Russen heeft de cavalerie nog een onverwacht grote rol gespeeld in het weerstand bieden aan de Duitse invasie.

WOII
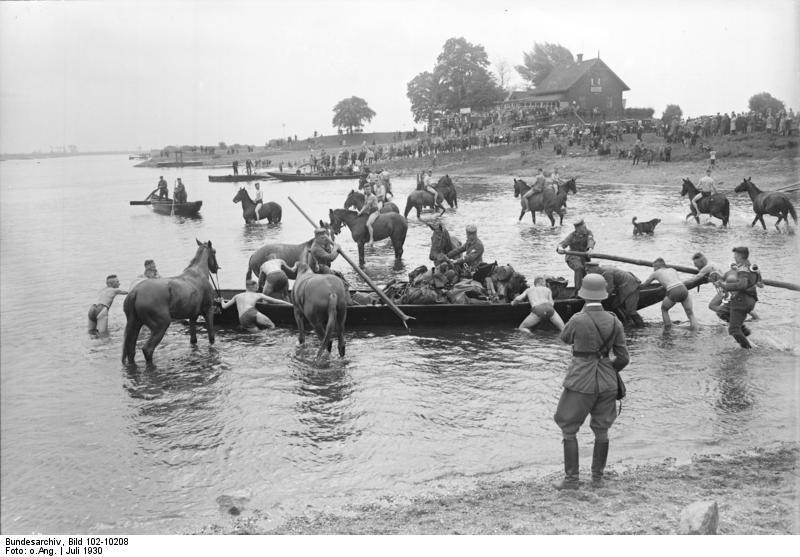
Duitsland, 1930
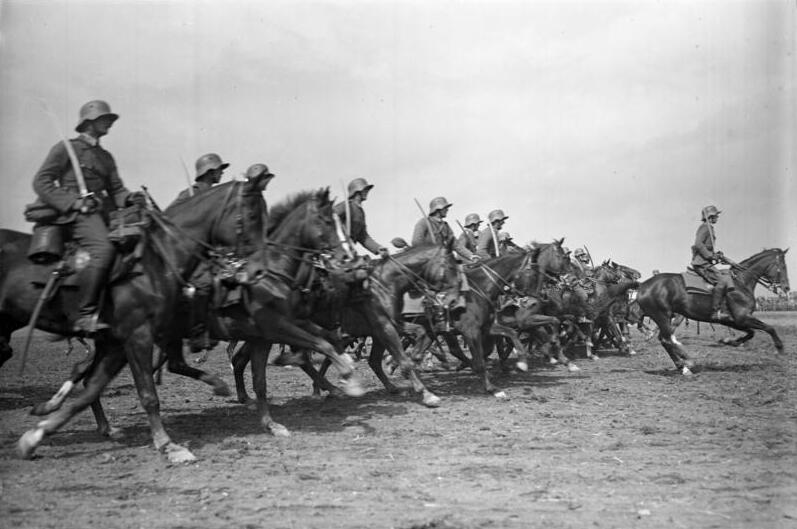
Duitsland, 1930
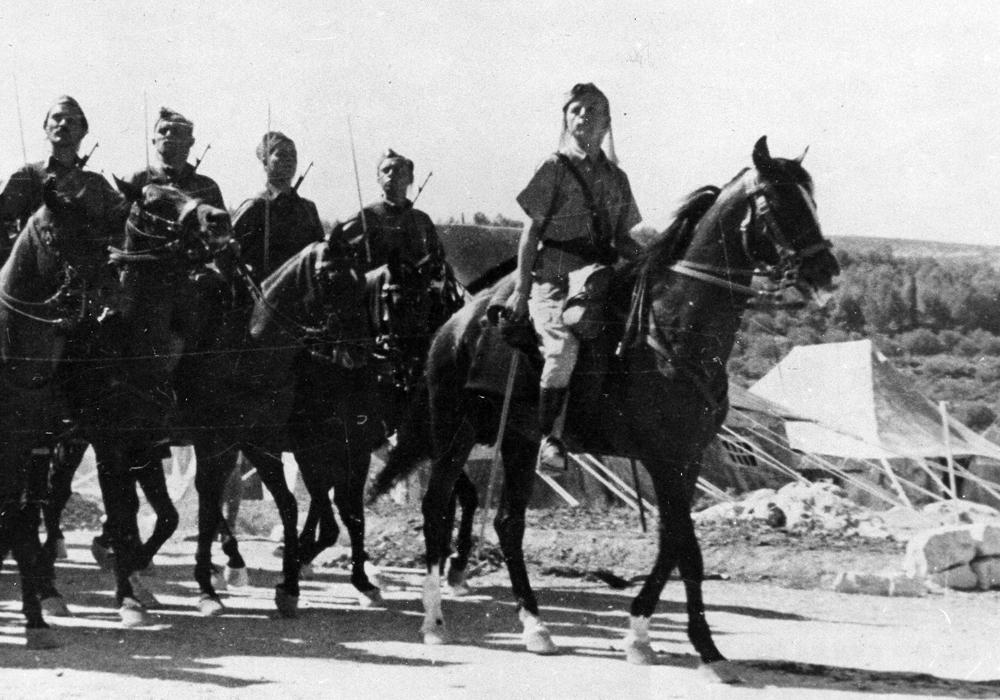
Polen, 1940
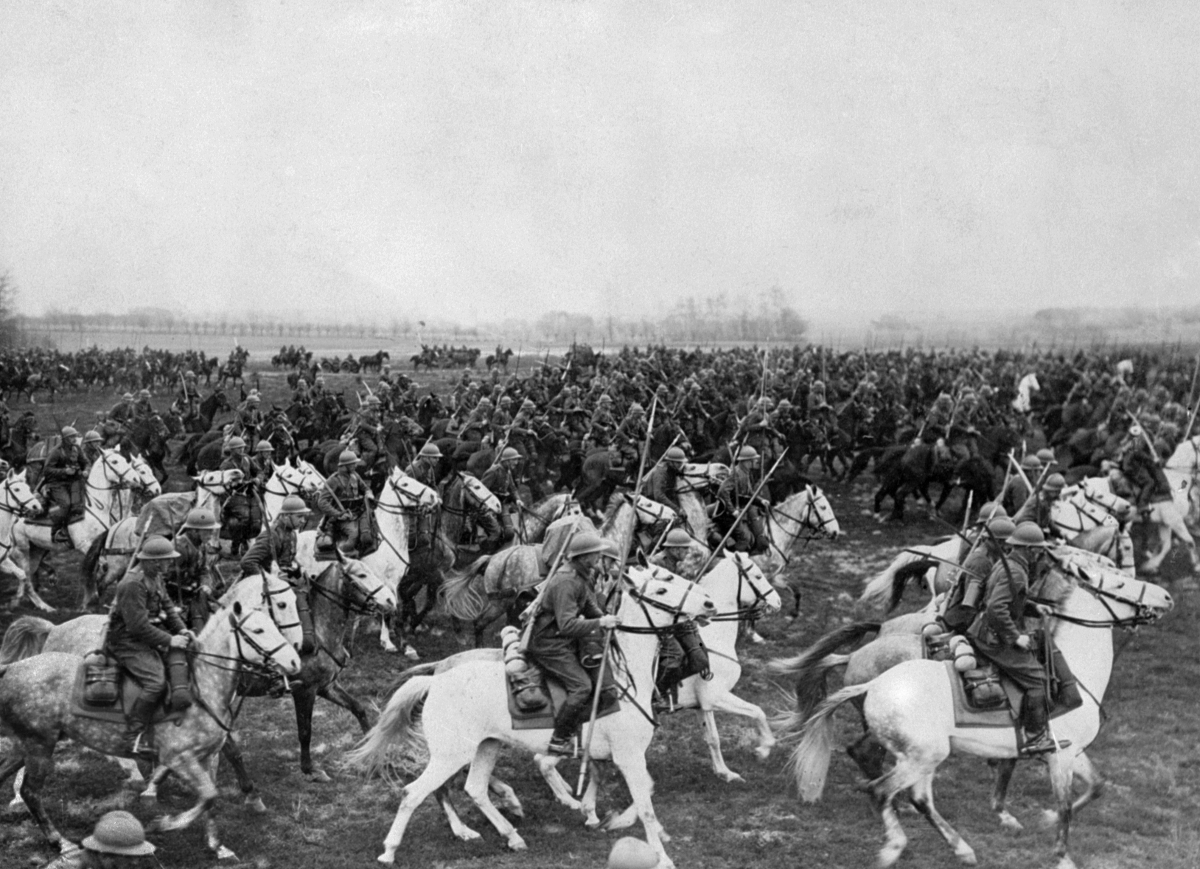
Polen, 1938
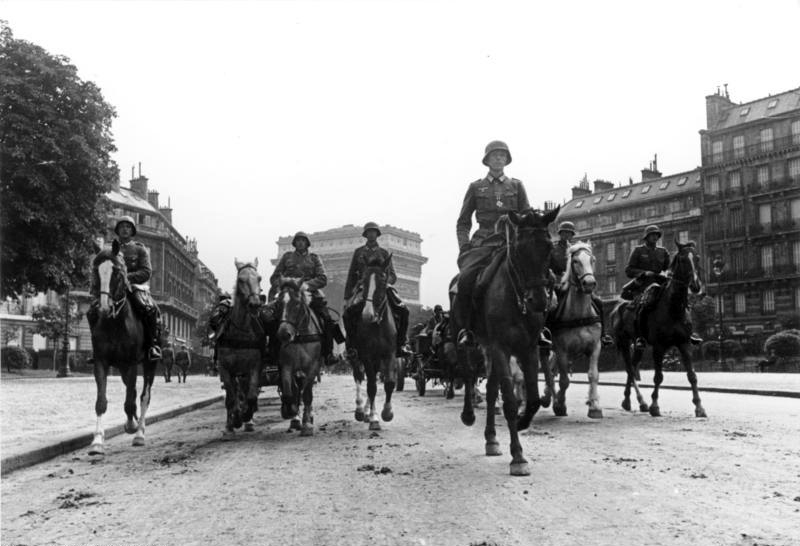
Parijs, 1940
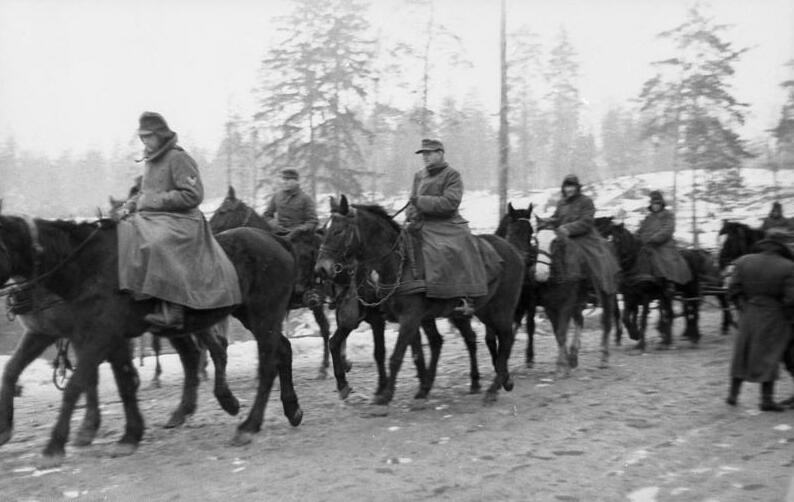
Rusland, 1944
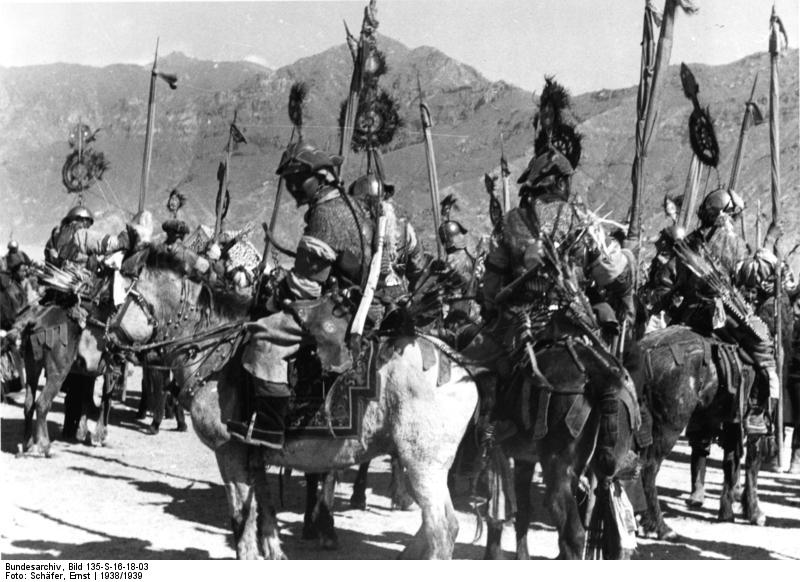
Tibet, 1938
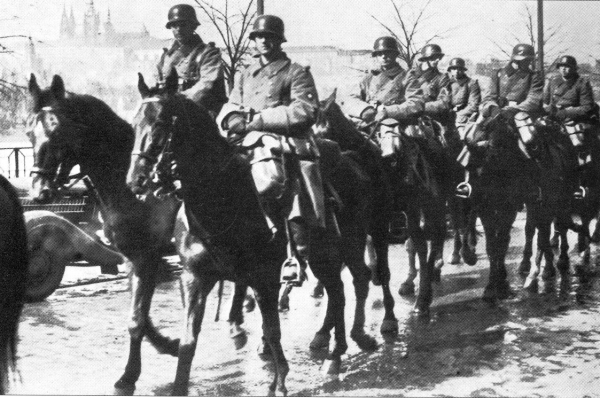
Praag, 1939

In bijzonder afgelegen en ontoegankelijke gebieden zoals Afghanistan is tot na de millenniumwisseling nog van cavalerie, in de zin van 'bereden eenheden', gebruikgemaakt, maar beschieting vanuit de lucht maakt dat tot een bijzonder hachelijke zaak.

## Heden

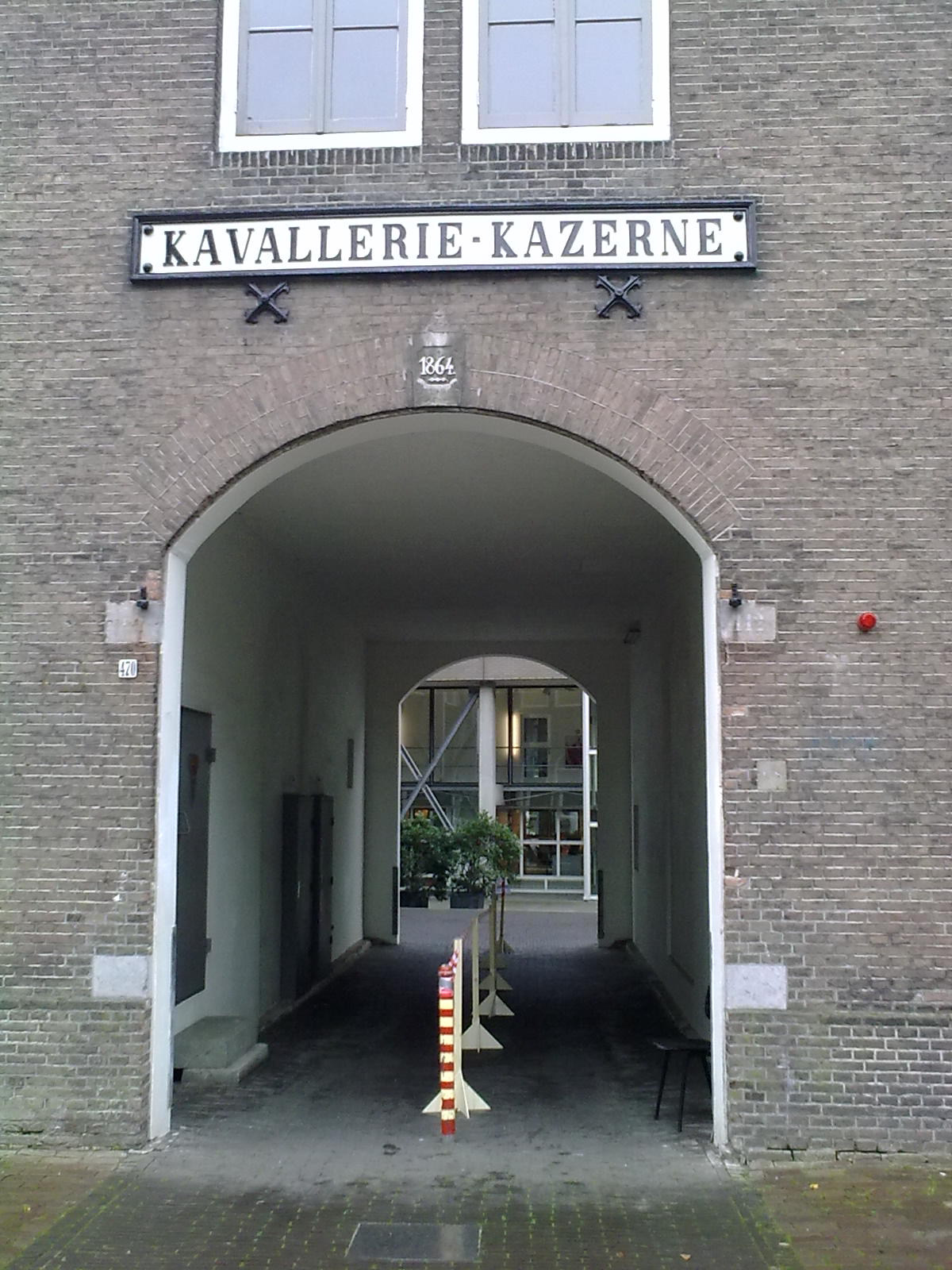
Poort van de 'Kavallerie-kazerne' uit 1864 aan de Sarphatistraat te Amsterdam

Tegenwoordig wordt er in het leger nagenoeg geen gebruik meer gemaakt van paarden om mensen of materieel te verplaatsen behalve voor ceremoniële doeleinden; de paarden werden vervangen door tanks, pantserinfanterievoertuigen en ander gemotoriseerd materieel. Ceremonieel is ook de traditie dat van oudsher 'bereden' militairen zoals officieren bij hun gala-uniform rijsporen en eventueel een sabel dragen.

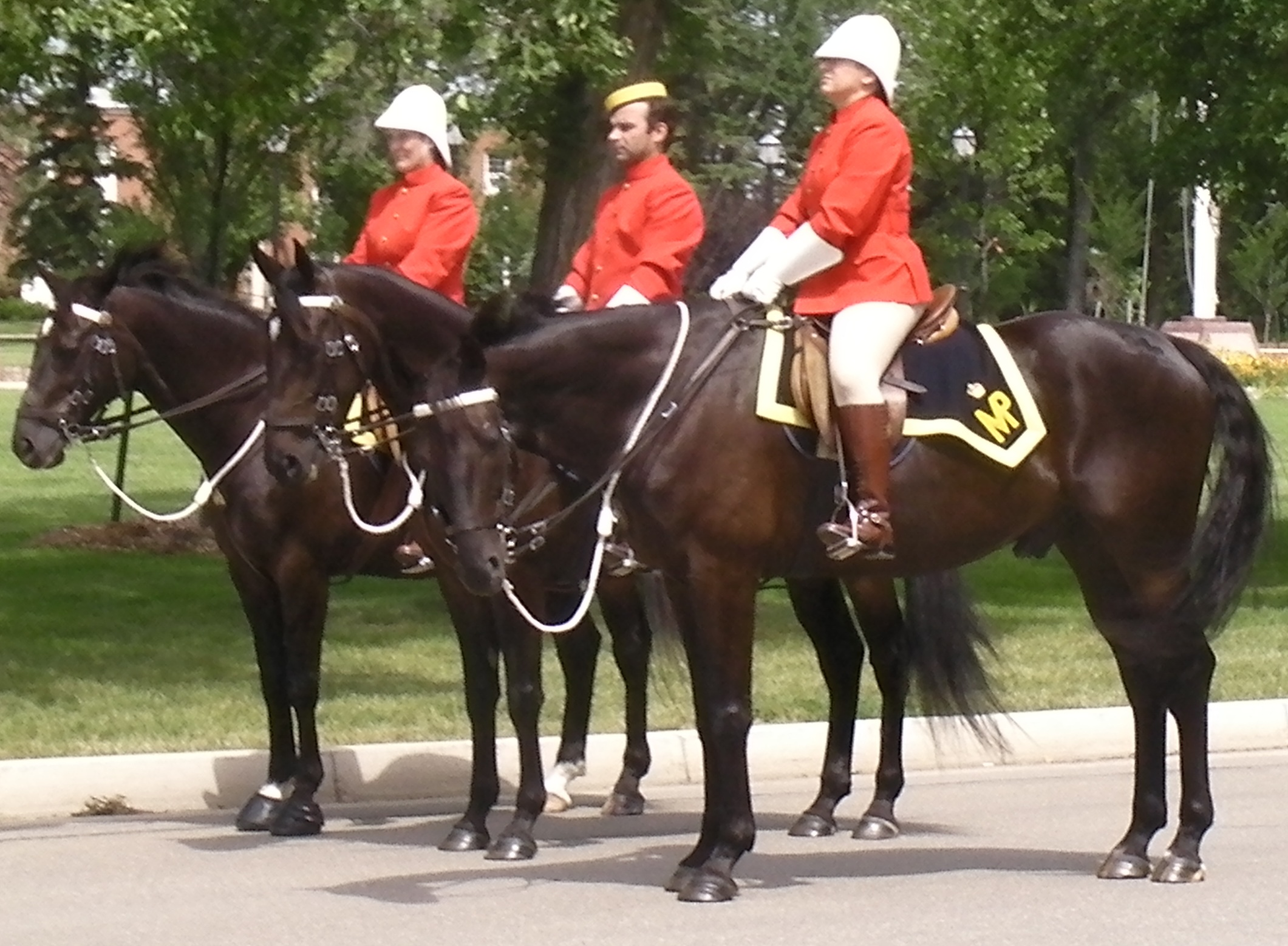
Mounties, Canada
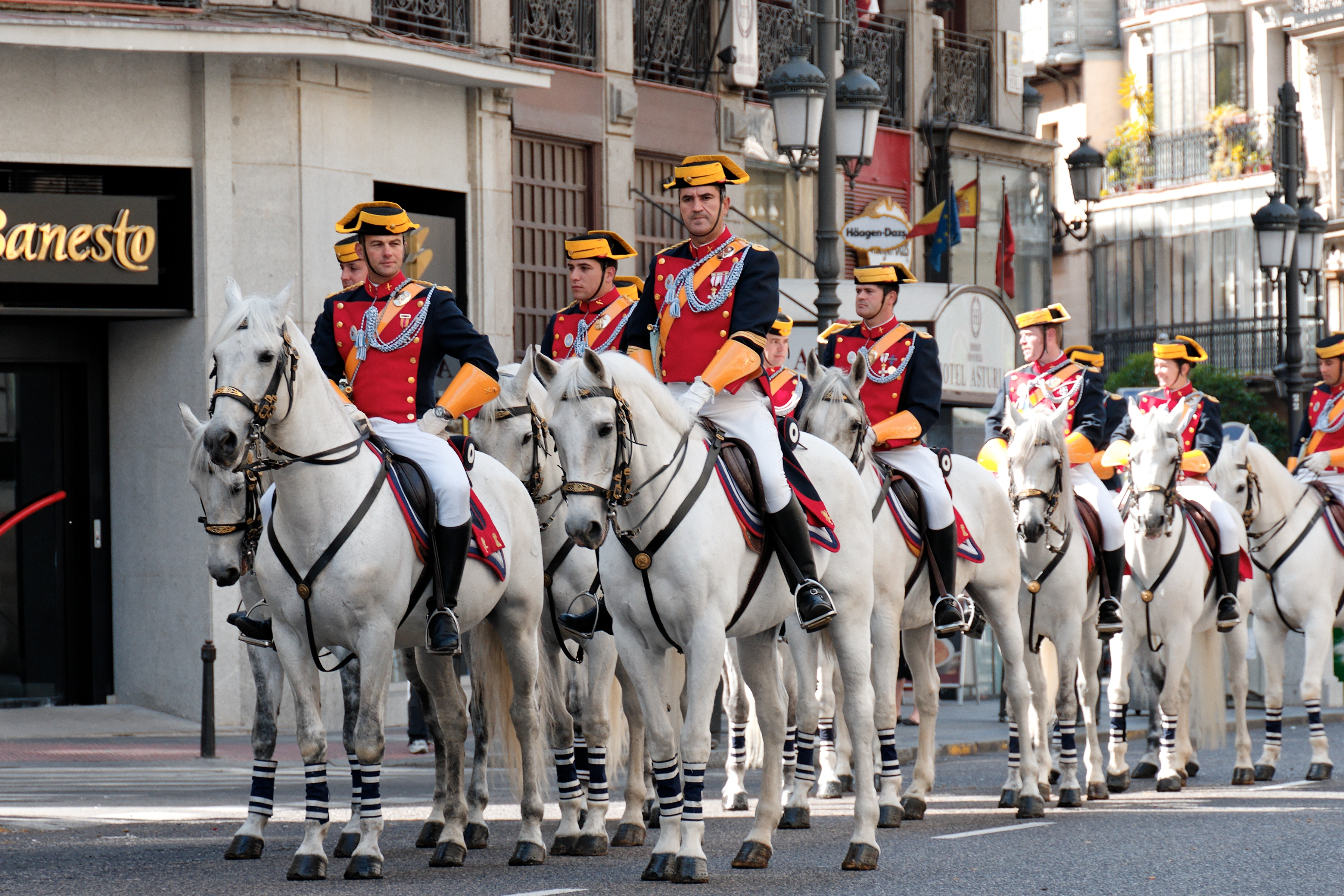
Guardia Civil, Spanje
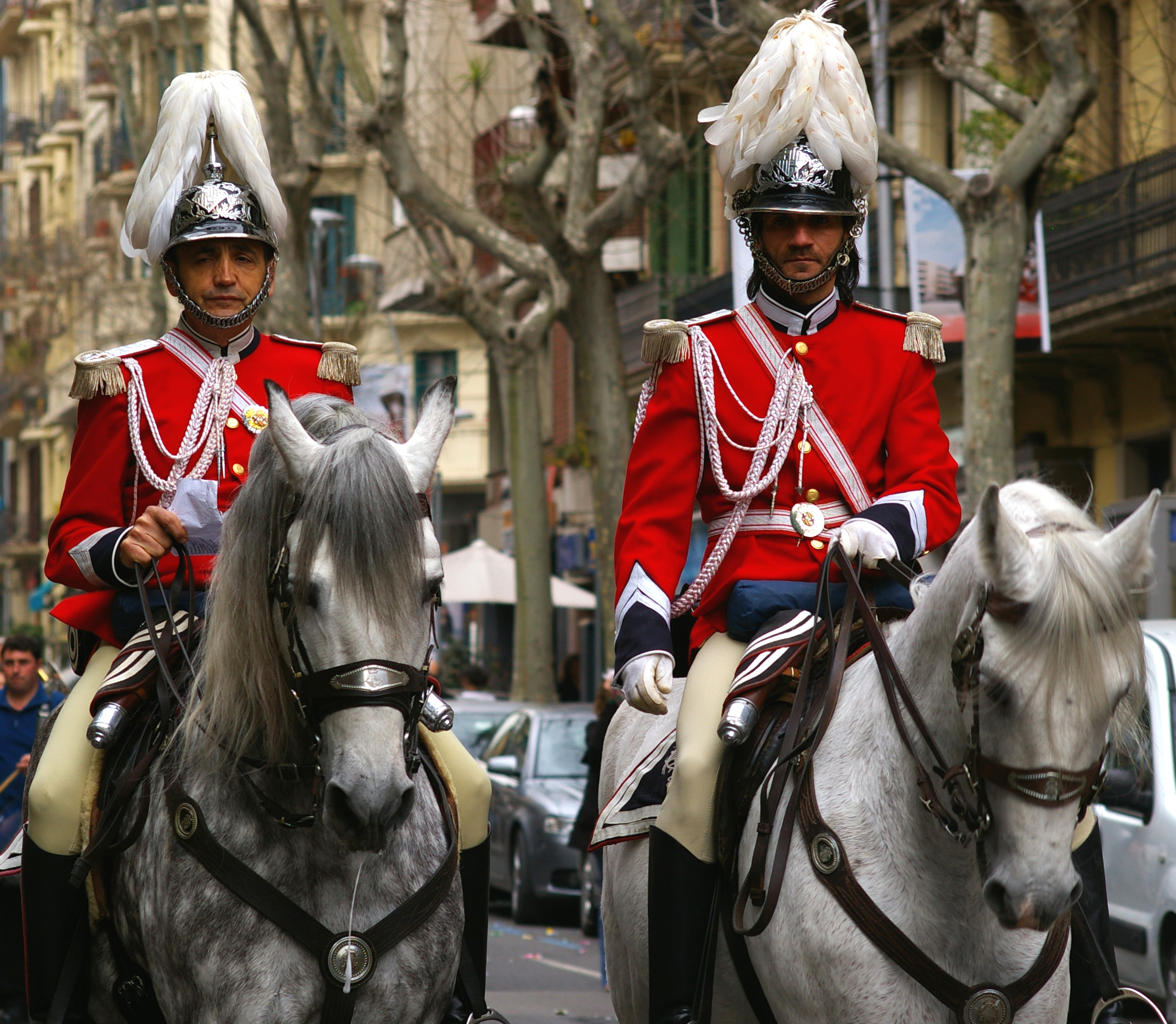
Guàrdia Urbana, Spanje

Niettemin heette het betreffende legeronderdeel dat vroeger met paarden vocht, en later met tanks, nog steeds 'cavalerie', en waren de benamingen voor rangen en standen die traditioneel deel uitmaakten van de cavalerie (een kapitein bij de cavalerie heet ritmeester, een sergeant wachtmeester, een soldaat huzaar) nog lang gebruikelijk. 

## Bereden politie
Voor militaire functies is het paard nagenoeg verdwenen maar het paard wordt overal ter wereld nog steeds gebruikt door afdelingen van de bereden politie. Zij bedienen zich van de voordelen die ook voor de cavalerie golden: beter overzicht en snellere mobiliteit dan het voetvolk. En in de stedelijke omgeving, waar bereden politie meestal optreedt, zijn een of meer politiemannen te paard bijna altijd voldoende effectief om een onrustige menigte demonstranten of relschoppers in bedwang te houden.

Politietaken
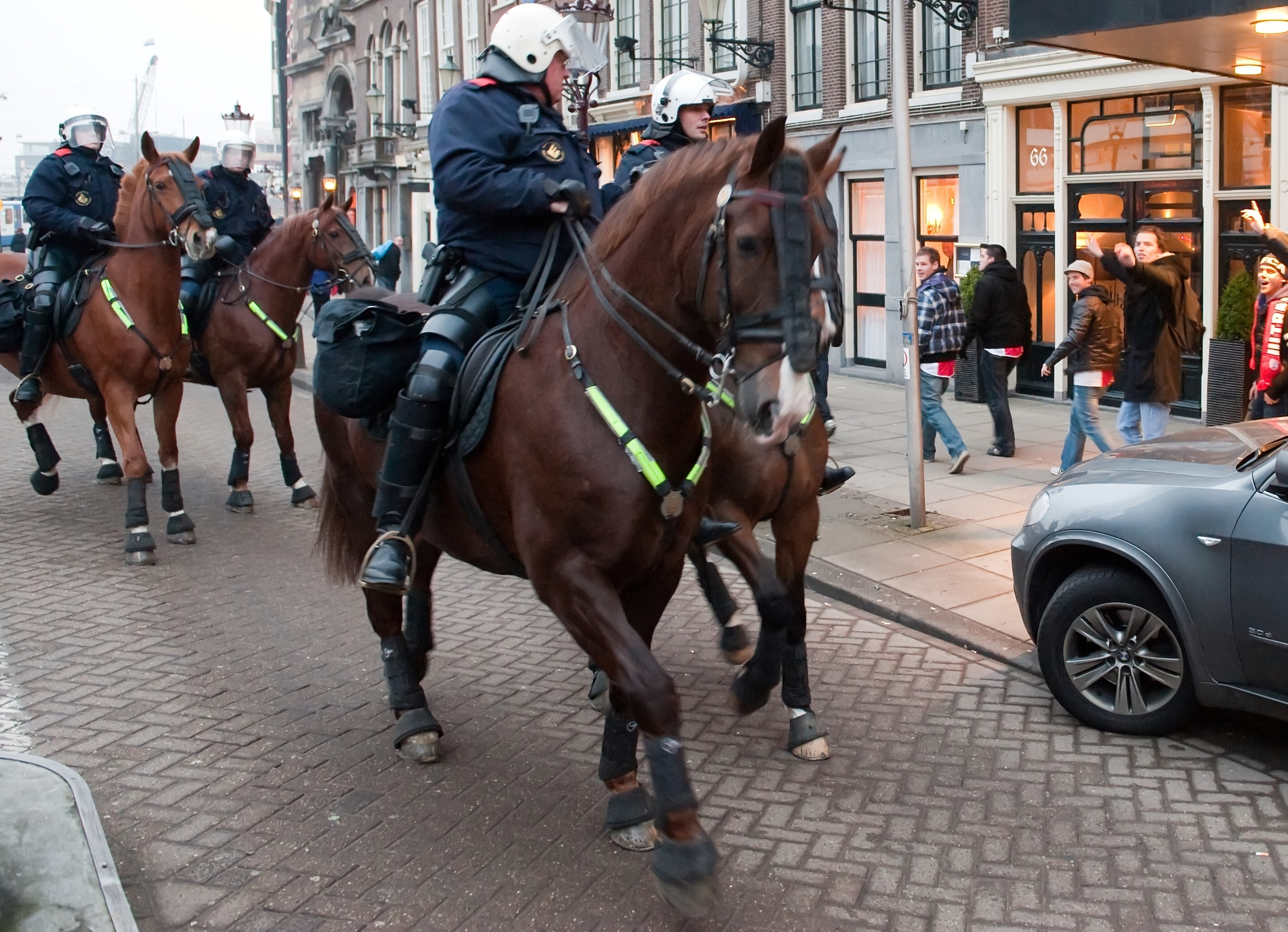
ME, Amsterdam
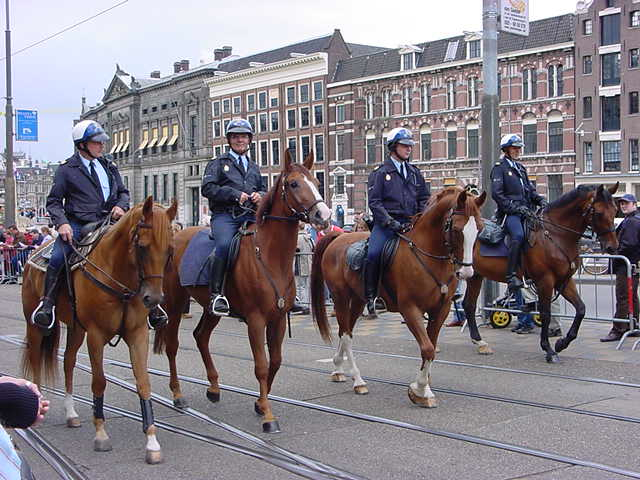
Bereden politie
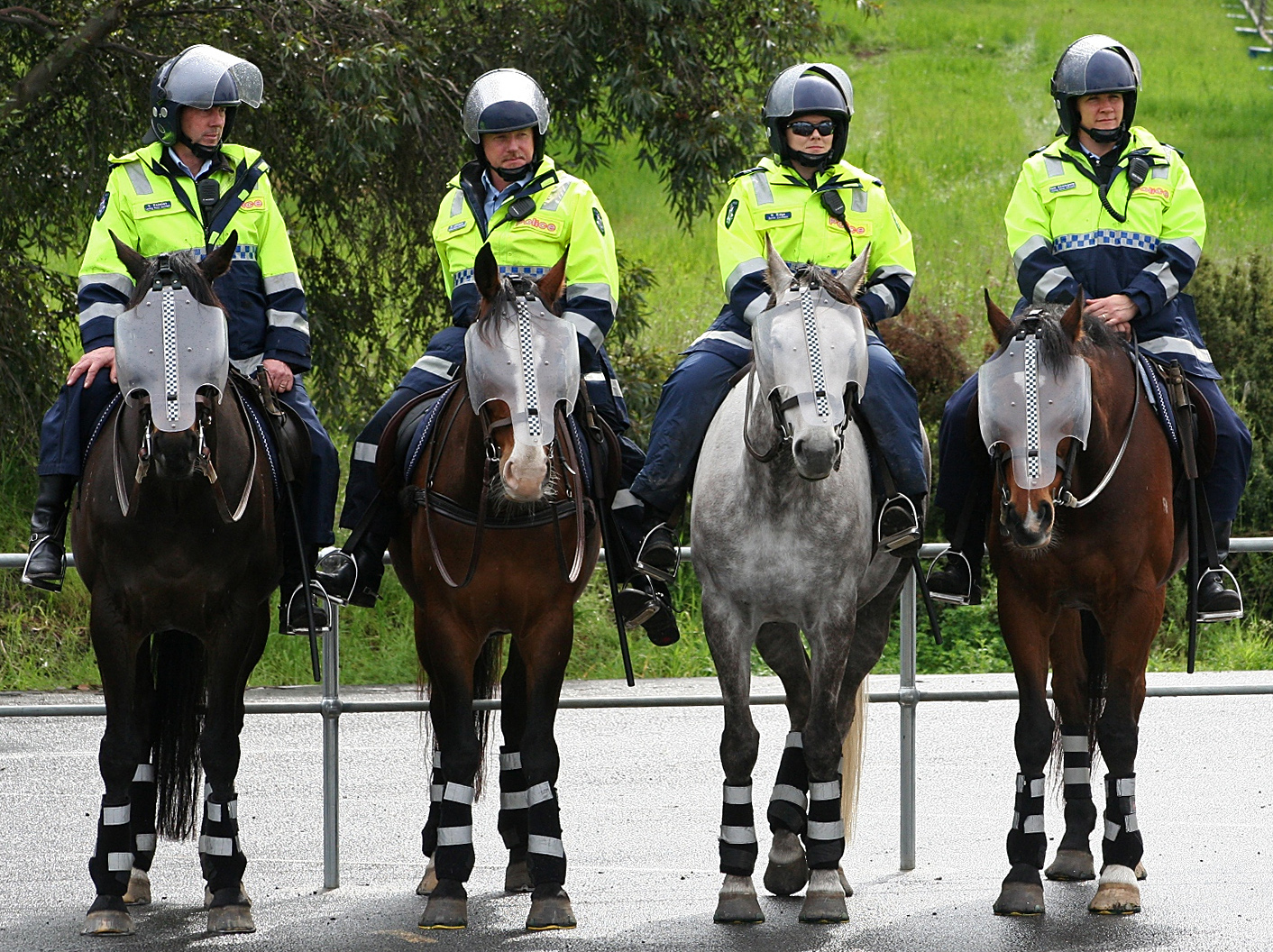
Australië
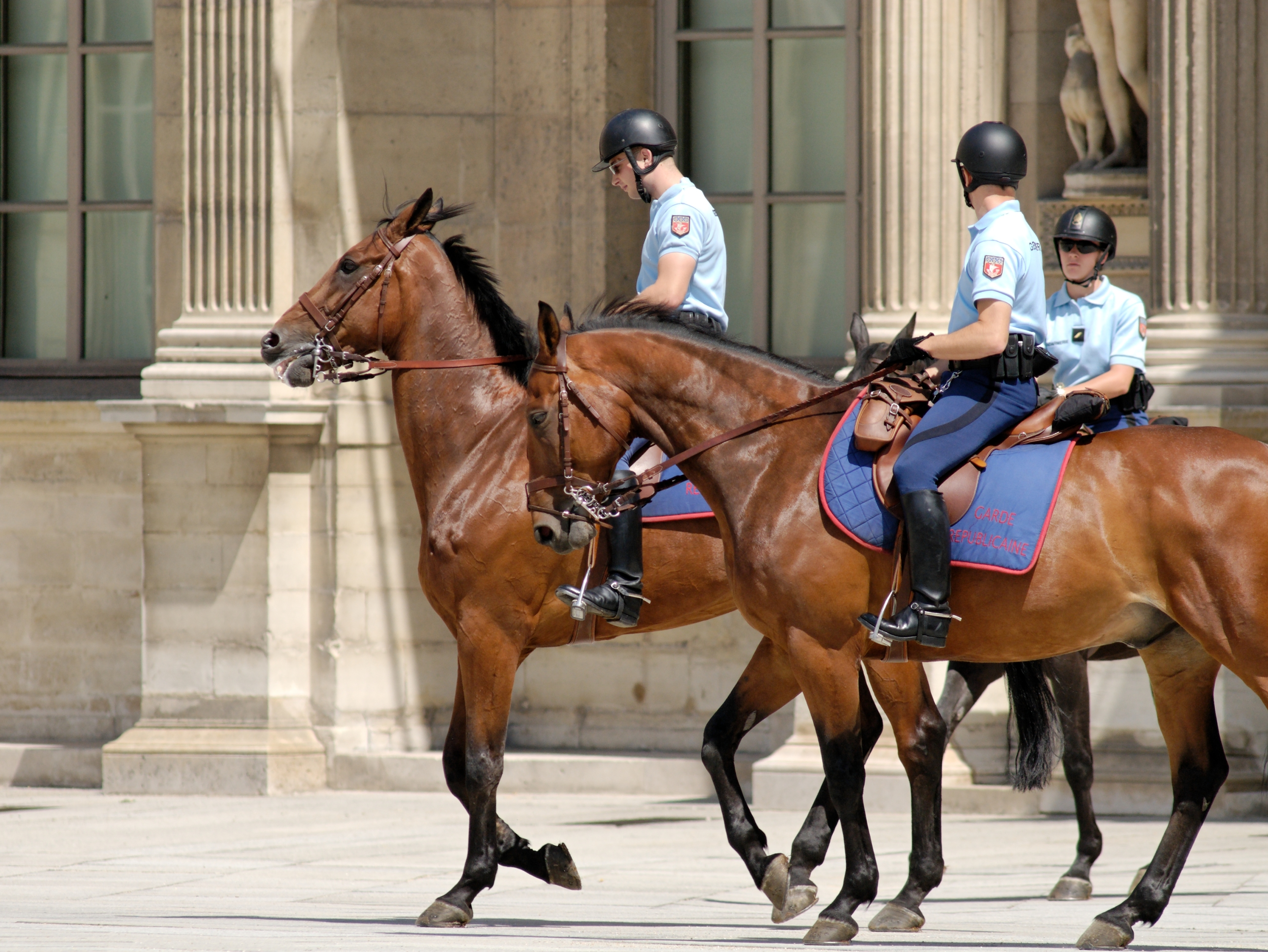
Frankrijk

## Belgische cavalerie

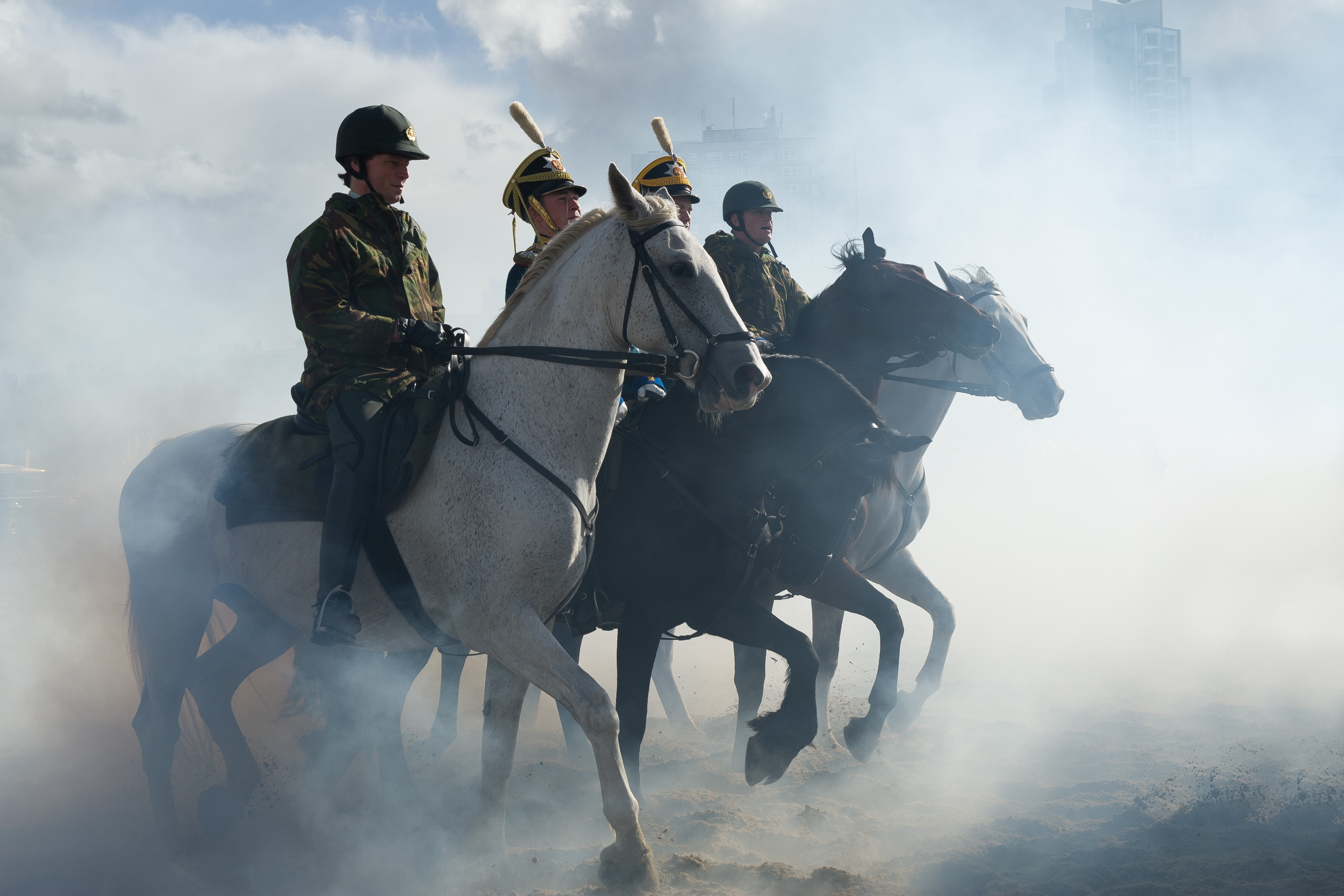
Leden van het Cavalerie ere-escorte oefenen op het strand in Scheveningen voor Prinsjesdag 2013. De betrokken paarden en ruiters worden aan een laatste zware test onderworpen door ze bloot te stellen aan geweervuur, kanonslagen, muziek en rook.

België heeft een rijke cavaleriegeschiedenis die begonnen is lang voordat het land ontstond.
Het wapen had twee onderdelen:
- cavalerie: te paard (voertuig);
  - recce: verkenningsvoertuigen
  - pantsertroepen: gevechtstanks

Door de samenvoeging van de pantsertroepen en de infanterie met als resultaat maneuvertroepen blijft er nog één cavalerie-eenheid over. Het recce Bataljon Jagers te Paard.

## Nederlandse cavalerie
Nederland heeft evenals België een rijke cavalerietraditie. Tot een aantal jaren terug behoorde deze voor Nederlandse tank-cavalerie tot het verleden; er waren geen tanks meer in actieve dienst. Het laatste schot gelost door een Nederlandse Leopard 2 tank was op 18 mei 2011. De standaarden van het regiment Huzaren van Sytzama en van het regiment Huzaren Prins van Oranje zijn op 16 september 2012 opgelegd. Het regiment Huzaren van Boreel heeft als verkenningsonderdeel de taak cavalerietradities in ere te houden.
Sinds 2017 beschikt Nederland weer over een eskadron tanks in samenwerking met Duitsland binnen het 414 Tankbataljon. Sinds 20 november 2020 beschikt Nederland ook weer over een cavalerieregiment tanks met de oprichting van het Regiment Huzaren Prinses Catharina-Amalia.